# معاملة المثليين في الولايات المتحدة
شهدت حقوق المثليين والمثليات ومزدوجي التوجه الجنسي والمتحولين جنسياً (اختصاراً: LGBT) في الولايات المتحدة تقدما بشكل كبير مع مرور الوقت، مع حدوث أغلبه في أواخر القرن العشرين وأوائل القرن الواحد والعشرين. في حين تعتبر الولايات المتحدة من بين أكثر البلدان ليبرالية في العالم فيما يتعلق بحقوق المثليين اليوم، إلا أنها لا تزال تختلف باختلاف الولاية القضائية، وبالتالي فهي تتخلف عن العديد من البلدان الأخرى في العالم الغربي ذات قوانين أكثر ليبرالية بشأن حقوق المثليين. منذ 26 يونيو 2003، أصبح النشاط الجنسي بين البالغين المتراضين المثليين وكذلك المراهقين المثليين في سن متقاربة قانونية على مستوى البلاد، وفقًا لحكم المحكمة العليا للولايات المتحدة في قضية لورنس ضد تكساس. اعتبارًا من 26 يونيو 2015، ترخص جميع الولايات وتعترف بالزواج بين الأزواج المثليين نتيجة لقرار المحكمة العليا في قضية أوبرغيفل ضد هودجز.

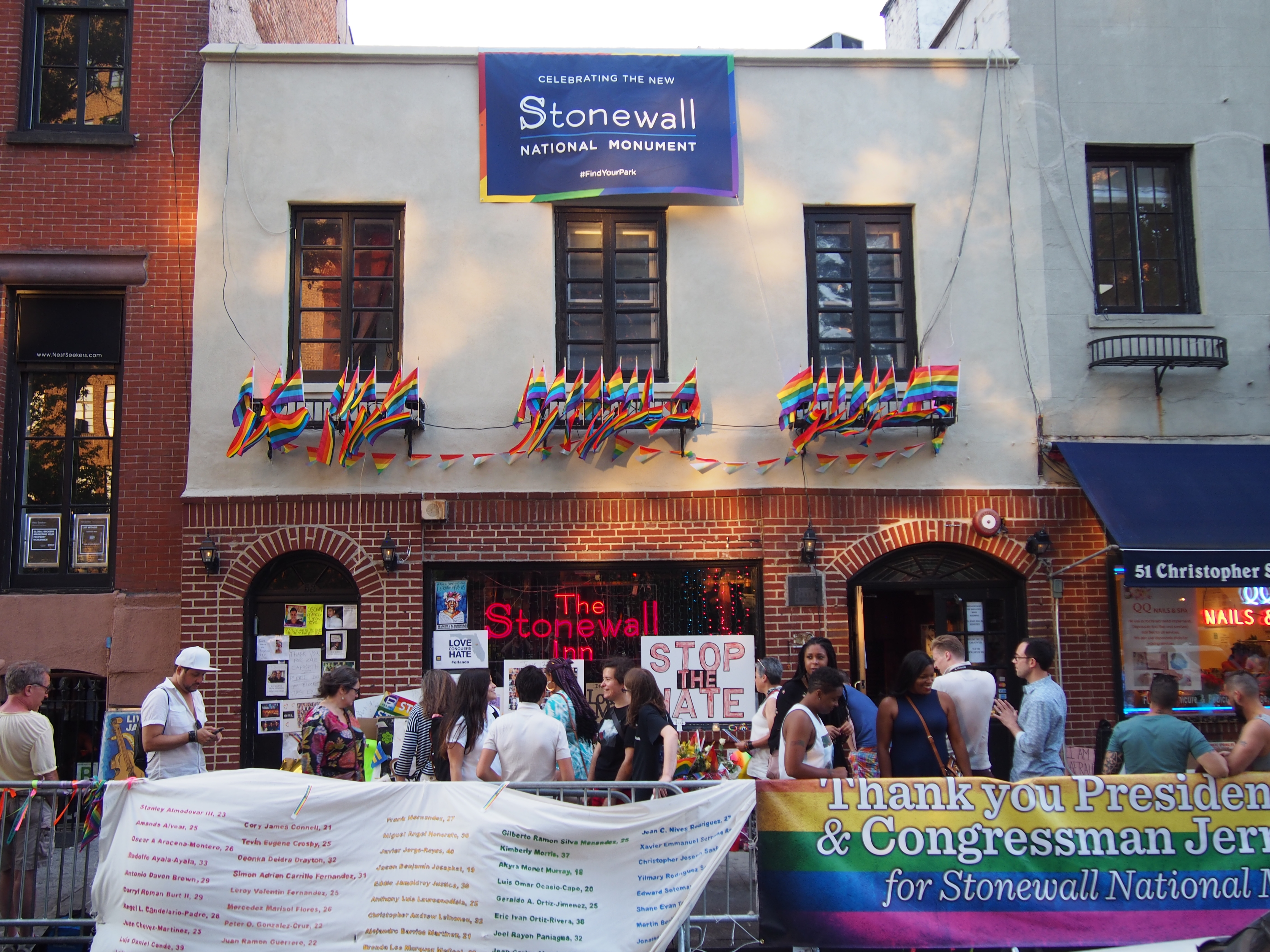
نزل ستونوول في قرية المثليين في قرية غرينتش، مانهاتن، موقع مظاهرات ستونوول في يونيو 1969، مهد حركة حقوق المثليين الحديثة ورمز لثقافة المثليين وفخر المثليين، مزينة بأعلام تصور ألوان قوس قزح.

ومع ذلك، ليس لدى الولايات المتحدة قانون اتحادي يحظر التمييز على مستوى البلاد بخلاف الأوامر التنفيذية الفيدرالية التي لها نطاق محدود أكثر من الحماية من خلال التشريعات الفيدرالية. وهذا يترك سكان بعض الولايات بدون حماية ضد التمييز في التوظيف، الإسكان، والخدمات الخاصة أو العامة. نتيجة لذلك، لا يزال الأشخاص من مجتمع المثليين في الولايات المتحدة يواجهون بعض التحديات التي لا يواجهها غير المثليين، خاصة في ولايات الجنوب العميق والولايات الريفية حيث يوجد عدد كبير من السكان المحافظين.
جاءت أقوى التوسعات في حقوق المثليين في الولايات المتحدة من المحكمة العليا. في أربعة أحكام تاريخية بين عامي 1996 و 2015، أبطلت المحكمة العليا قانون ولاية يحظر الاعتراف الطبقي المحمي على أساس التوجه الجنسي، وألغت قوانين السدومية في جميع أنحاء البلاد، وألغت القسم 3 من قانون الدفاع عن الزواج، وجعلت زواج المثليين قانونيًا على الصعيد الوطني.
لا تزال القوانين المتعلقة بحقوق المثليين وبحقوق الأسرة وممارسات التمييز تختلف باختلاف الولايات. يختلف السن القانونية للنشاط الجنسي في كل ولاية قضائية من سن 16 إلى 18، مع كون بعض الولايات القضائية لديها سن قانونية للنشاط الجنسية يختلف حسب الذكور/الإناث أو العلاقات الجنسية المغايرة/العلاقات الجنسية المثلية.
تحظر 22 ولاية بالإضافة إلى واشنطن العاصمة وبورتوريكو التمييز على أساس التوجه الجنسي، وتحظر 20 ولاية بالإضافة إلى واشنطن العاصمة وبورتوريكو التمييز على أساس الهوية الجندرية أو التعبير عنها. يعاقب القانون الفيدرالي على جرائم الكراهية القائمة على التوجه الجنسي أو الهوية الجندرية بموجب قانون ماثيو شيبارد وجيمس بيرد جونيور لمنع جرائم الكراهية 2009. في عام 2012، قضت لجنة تكافؤ فرص العمل بالولايات المتحدة في الفصل السابع من «قانون الحقوق المدنية 1964» لا يسمح بالتمييز في العمل على أساس الهوية الجندرية لأنه يعتبر تمييزًا على أساس الجنس. في عام 2015، خلصت لجنة تكافؤ فرص العمل في الولايات المتحدة إلى أن الفصل السابع من قانون الحقوق المدنية لعام 1964 لا يسمح بالتمييز في التوجه الجنسي في العمل لأنه شكل من أشكال التمييز على أساس الجنس.
يعتبر تبني المثليين للأطفال قانونياً في جميع أنحاء البلاد منذ يونيو 2015 عقب قرار المحكمة العليا في قضية أوبرغيفل ضد هودجز، على الرغم من أن حظر مسيسيبي لتبني المثليين للأطفال لم تسقطه محكمة فيدرالية حتى مارس 2016. تختلف السياسات المتعلقة بالتبني اختلافًا كبيرًا من ولاية إلى أخرى. تسمح بعض الولايات بالتبني من قبل جميع الأزواج والشركاء، بينما تمنع ولايات أخرى جميع الشركاء غير المتزوجين من التبني.
يتم الدفاع عن الحقوق المدنية للأشخاص من مجتمع المثليين في الولايات المتحدة من قبل مجموعة متنوعة من المنظمات على جميع المستويات وتركيزات الحياة السياسية والقانونية، بما في ذلك حملة حقوق الإنسان (بالإنجليزية: Human Rights Campaign)، لامدا القانونية (بالإنجليزية: Lamda Legal)، المحامون والمدافعون المثليون (بالإنجليزية: GLBTQ Legal Advocates & Defenders)، الاتحاد الأمريكي للحريات المدنية (بالإنجليزية: American Civil Liberties Union)، والمركز الوطني لمساواة المتحولين جنسيا (بالإنجليزية: National Center for Transgender Equality)، والمركز الوطني لحقوق المثليات (بالإنجليزية: National Center for Lesbian Rights).

## الحقوق والحمايات الممنوحة فيدراليا

### حقوق المثليين
| حقوق المثليين                           | الهوية الجنسية/التعبير عنها | التوجه الجنسي        |
| --------------------------------------- | --------------------------- | -------------------- |
| اللجوء                                  | [ 15 ]                      | (منذ عام 1989)       |
| الاعتراف التلقائي بالوالد الشريك        |                             |                      |
| قوانين المساكنة                         |                             |                      |
| الحمايات الدستورية                      | ☒                           | ☒                    |
| الحماية في التوظيف                      | (منذ 21 يوليو 2014)         | (منذ 28 ماي 1998)    |
| الحمايات في التدريس                     | [ 19 ]                      | [ 19 ]               |
| الحمايات في توظيف المقاولين الفيدراليين | (منذ 21 يوليو 2014)         | (منذ 21 يوليو 2014)  |
| قانون جرائم الكراهية                    | (منذ 28 أكتوبر 2009)        | (منذ 28 أكتوبر 2009) |
| قوانين خطاب الكراهية                    | ☒                           | ☒                    |
| الحمايات في قطاع الصحة                  |                             | (منذ 18 ماي 2016)    |
| التبني المشترك                          |                             | (منذ 3 مايو 2016)    |
| التلقيح بمساعدة طبية للفرد              |                             |                      |
| التلقيح بمساعدة طبية للأزواج            |                             |                      |
| الخدمة العسكرية                         | (منذ 12 أبريل 2019)         | (منذ 20 سبتمبر 2011) |
| لا توجد قوانين تحد من حرية التعبير      | (منذ 26 ديسمبر 2013)        |                      |
| سياسة معالجة الكراهية                   | (منذ 13 سبتمبر 1994)        | (منذ 28 أكتوبر 2009) |
| حظر علاج التحويل على القاصرين           | ☒                           | ☒                    |
| حمايات الأماكن العامة                   | ☒                           | ☒                    |
| زواج المثليين                           | (منذ 26 يونيو 2015)         | (منذ 26 يونيو 2015)  |
| تبني الوالد الثاني                      | (منذ 3 مايو 2016)           | (منذ 3 مايو 2016)    |

### حقوق المتحولين جنسيا
| حقوق المتحولين جنسيا                                                | الحالة |
| ------------------------------------------------------------------- | ------ |
| وجود إجراءات إدارية لتغيير الجنس                                    |        |
| وجود إجراءات قانونية لتغيير الجنس                                   |        |
| تغيير الاسم مسموح لتغيير الجنس                                      |        |
| لا يوجد قيود على العمر أو طلب لتغيير الاسم لأجل تغيير الجنس         |        |
| لا يتطلب الطلاق الإجباري لتغيير الجنس                               |        |
| لا تدخل طبي إلزامي مطلوب لتغيير الجنس                               |        |
| لا يلزم التعقيم الإلزامي لتغيير الجنس                               |        |
| لا تدخل جراحي إلزامي مطلوب لتغيير الجنس                             |        |
| لا يتطلب تشخيص اضطراب الهوية الجنسية و/أو الرأي النفسي لتغيير الجنس |        |
| لا تغيير اسم مطلوب لتغيير الجنس                                     |        |
| حظر التدخل الطبي قبل أن يصبح الطفل ثنائي الجنس قادرًا على الموافقة   |        |
| يمكن للأشخاص المتحولين جنسيا الزواج من شخص من الجنس الآخر           |        |

### قوانين مكافحة التمييز

#### المرافق الطبية
في 14 أبريل 2010، أصدر الرئيس باراك أوباما أمرًا تنفيذيًا إلى وزارة الصحة والخدمات الإنسانية لصياغة قواعد جديدة لجميع المستشفيات التي تقبل أموال ميديكير أو ميديكأيد. ليقوموا بتسهيلات لمنح حقوق الزيارة وصنع القرارات الطبية للشركاء المثليين والمثليات، وكذلك وضع تعريفات للآخرين مثل الأرامل والأرملات. هذه الحقوق ليست محمية بموجب القانون في العديد من الولايات. قال أوباما إنه استلهم حالة عائلة من فلوريدا، حيث توفيت إحدى الأمهات بينما حُرمت شريكتها وأطفالها الأربعة من زيارة المستشفى.

#### الإسكان

الولايات التي تحظر التمييز في الإسكان على أساس التوجه الجنسي أو الهوية الجندرية. تشترط لوائح وزارة الإسكان والتنمية الحضرية على جميع مقدمي الإسكان الذين يتلقون تمويل الوزارة عدم التمييز ضد التوجهات الجنسية للفرد أو هويته الجندرية.
تحظر التمييز في السكن على أساس التوجه الجنسي والهوية الجندرية
يحظر التمييز على السكن على أساس التوجه الجنسي فقط
لا تشمل التوجه الجنسي أو الهوية الجندرية/غير واضح

مكتب الإسكان العادل وتكافؤ الفرص هو وكالة داخل وزارة الإسكان والتنمية الحضرية. يعتبر المكتب مسؤولا عن إدارة وإنفاذ قوانين الإسكان العادل الفيدرالية ووضع السياسات التي تضمن حصول جميع الأميركيين على المساواة في الحصول على السكن الذي يختارونه. يشير التمييز في الإسكان إلى التمييز ضد المستأجرين المحتملين أو الحاليين من قبل الملاك. في الولايات المتحدة، لا يوجد قانون اتحادي ضد هذا التمييز على أساس التوجه الجنسي أو الهوية الجندرية، ولكن هناك على الأقل 22 ولاية والعديد من المدن الكبرى قد سنت قوانين تحظره. (انظر، على سبيل المثال، مشروع قانون واشنطن 2661).
في عام 2012، أصدر مكتب الإسكان العادل وتكافؤ الفرص التابع لوزارة الإسكان والتنمية الحضرية لائحة لحظر التمييز ضد مجتمع المثليين في برامج الإسكان التي تتلقى دعما فيدراليا. تضمن اللوائح الجديدة أن تكون برامج الإسكان الأساسية للوزارة مفتوحة لجميع الأشخاص المؤهلين، بغض النظر عن التوجه الجنسي أو الهوية الجندرية. مكتب الإسكان العادل وتكافؤ الفرص مسؤول عن إنفاذ مجموعة متنوعة من قوانين الإسكان العادل، التي تحظر التمييز في كل من الإسكان المملوك للقطاع الخاص والمدعوم من القطاع العام بما في ذلك:
- «قانون الإسكان العادل»
- المادة السادسة من «قانون الحقوق المدنية 1964»
- المادة 504 من «قانون إعادة التأهيل 1973»
- المادة 109 من الباب 1 من «قانون الإسكان وتنمية المجتمع 1974»
- الباب الثاني من «قانون الأميركيين ذوي الإعاقة 1990»
- «قانون الحواجز المعمارية 1968»
- «قانون التمييز على أساس السن 1975»
- الباب التاسع من «قانون تعديلات التعليم 1972»

#### التوظيف

خريطة الولايات التي لديها تحظر التمييز على أساس التوجه الجنسي و الهوية الجندرية في التوظيف في القطاع العام و/أو الخاص عن طريق النظام الأساسي والأمر التنفيذي، والتنظيم، و/أو الأحكام القضائية:
التمييز على أساس التوجه الجنسي و الهوية الجندرية محظور في التوظيف في القطاع العام والخاص
التمييز على أساس التوجه الجنسي محظور في التوظيف في القطاع العام والخاص؛ التمييز على أساس الهوية الجندرية محظور في التوظيف في القطاع العام فقط
التمييز على أساس الهوية الجندرية محظور في التوظيف في القطاع العام والخاص؛ التمييز على أساس التوجه الجنسي محظور في التوظيف في القطاع العام فقط
التمييز على أساس التوجه الجنسي محظور في التوظيف في القطاع العام والخاص
التمييز على أساس الهوية الجندرية محظور في التوظيف في القطاع العام والخاص
التمييز على أساس التوجه الجنسي و الهوية الجندرية محظور في التوظيف في القطاع العام والخاص
التمييز على أساس التوجه الجنسي محظور في التوظيف في القطاع العام والخاص
لا توجد حماية على مستوى الولاية تشمل التوجه الجنسي و/أو الهوية الجندرية

لا يوجد قانون اتحادي يتناول التمييز في التوظيف على أساس التوجه الجنسي أو الهوية الجندرية. الحماية على المستوى الوطني محدودة. بعض اللوائح تحمي موظفي الحكومة ولكن لا تمد حمايتهم لتشمل القطاع الخاص. قامت 24 ولاية، واشنطن العاصمة، بورتوريكو، وغوام، وأكثر من 140 مدينة ومقاطعة بسن حظر للتمييز على أساس التوجه الجنسي و/أو الهوية الجندرية. التمييز في العمل يشير إلى ممارسات التوظيف التمييزية مثل التحيز في التوظيف والترقية والتعيين الوظيفي، إنهاء الخدمة، والتعويض، وأنواع مختلفة من المضايقات. في الولايات المتحدة، هناك «القليل جدا من القانون، القانون العام، والسوابق القضائية التي تحدد التمييز في العمل على أساس التوجه الجنسي كخطأ قانوني».
وضع الرؤساء بعض الحماية لبعض موظفي الحكومة الفيدرالية بأمر تنفيذي. في عام 1995، وقع الرئيس بيل كلينتون الأمر التنفيذي 12968 الذي وضع معايير لإصدار التصاريح الأمنية تشمل التوجه الجنسي لأول مرة بلغة عدم التمييز فيها: «إن حكومة الولايات المتحدة لا تميز على أساس العرق أو اللون أو الدين أو الجنس أو الأصل القومي أو الإعاقة أو التوجه الجنسي في منح الوصول إلى المعلومات السرية.» كما قال إن «عدم الاستدلال» حول مدى ملاءمة الوصول إلى المعلومات السرية«قد يتم رفعه فقط على أساس الميل التوجه للموظف». وقع كلينتون على الأمر التنفيذي 13087 في عام 1998 حظر التمييز على أساس التوجه الجنسي في الخدمة التنافسية للقوى العاملة المدنية الفيدرالية. ينطبق على الغالبية العظمى من الموظفين الفيدراليين، ولكن ليس على الخدمات المستثناة مثل الجيش.
في بداية عام 2010، أدرجت إدارة أوباما الهوية الجندرية بين الفئات المحمية من التمييز تحت سلطة لجنة تكافؤ فرص العمل. في عام 2012، قضت لجنة تكافؤ فرص العمل بأن الباب السابع من قانون الحقوق المدنية 1964 لا يسمح بالتمييز في العمل على أساس الجندر لأنه شكل من أشكال التمييز على أساس الجنس. في عام 2015، خلصت لجنة تكافؤ فرص العمل إلى أن الباب السابع من قانون الحقوق المدنية لعام 1964 لا يسمح بالتمييز على أساس التوجه الجنسي في العمل لأنه شكل من أشكال التمييز على أساس الجنس.
في 21 يوليو 2014، وقع الرئيس أوباما الأمر التنفيذي 13672، مضيفًا "الهوية الجندرية" إلى الفئات المحمية من التمييز في التوظيف في القوى العاملة المدنية الفيدرالية و "التوجه الجنسي" والهوية الجندرية "إلى الفئات المحمية من التمييز في التوظيف والعمالة من جانب المقاولين الحكوميين الفيدراليين وشبه المقاولين. طلب الأمر التنفيذي 13673 الذي وقعه أوباما من المقاولين الفيدراليين إثبات امتثالهم لقوانين العمل، لكن ترامب ألغى هذا الشرط في 27 مارس 2017.

### قوانين جرائم الكراهية
تحمي قوانين جرائم الكراهية (المعروفة أيضًا باسم قوانين جرائم التحيز) من الجرائم التي تحفزها مشاعر العداء ضد فئة محمية. حتى عام 2009، حدد القانون الفيدرالي 1969 جرائم الكراهية المرتكبة على أساس العرق أو اللون أو الدين أو أصل الدولة عند الانخراط في نشاط يتمتع بالحماية الفدرالية. في أكتوبر 2009، أقر الكونغرس قانون ماثيو شيبارد، الذي وسع نطاق تعريف جرائم الكراهية ليشمل الجنس، والتوجه الجنسي، والهوية الجندرية، والإعاقة. وأزال شرط كون ضحية جريمة الكراهية في نشاط محمي فيدراليًا. وقع الرئيس أوباما التشريع في 28 أكتوبر 2009.
يتطلب قانونان، وهما قانون احصائيات جرائم الكراهية (1990)، وقانون الحق في معرفة جرائم الكراهية في الحرم الجامعي (1997)، زارة العدل ومكتب التحقيقات الفيدرالي، وكذلك السلطات الأمنية حرم الكلية/الجامعة، لجمع ونشر إحصائيات جرائم الكراهية.

قوانين جرائم الكراهية الحالية ضد مجتمع المثليين من قبل الولايات. يشمل قانون جرائم الكراهية الوطني التوجه الجنسي والهوية الجندرية.
يتم الاعتراف بالتوجه الجنسي والهوية الجندرية في قانون جرائم الكراهية في الولاية
يتم الاعتراف بالتوجه الجنسي في قانون جرائم الكراهية في الولاية
يتم الاعتراف بالتوجه الجنسي لجمع البيانات حول جرائم الكراهية
قانون جرائم الكراهية للولاية لا يشمل التوجه الجنسي أو الهوية الجندرية

يوجد في 45 ولاية وواشنطن العاصمة وبورتوريكو قوانين تجرِّم أنواعًا مختلفة من العنف أو التخويف بدافع التحيز (الاستثناءات هي أركنساس وجورجيا وإنديانا وكارولينا الجنوبية وويومنغ). يشمل كل من هذه القوانين التحيز على أساس العرق والدين والاثنية. 32 تشمل العجز؛ 32
تشمل التوجه الجنسي. 28 تشمل الجنس؛ 13 تشمل السن؛ 21 تشمل الهوية الجندرية؛ 5 تشمل الانتماء السياسي. تمتلك 31 ولاية وواشنطن العاصمة قوانين تنشئ دعوى مدنية، بالإضافة إلى العقوبة الجنائية، على أفعال مماثلة. لدى 27 ولاية وواشنطن العاصمة قوانين تلزم الدولة بجمع إحصائيات جرائم الكراهية؛ 16 من هؤلاء تشمل التوجه الجنسي.
في قضية «ويسكونسن ضد ميتشيل» (1993) حكمت المحكمة العليا الأمريكية بالإجماع أن قوانين تعزيز العقوبات التي فرضتها الولايات على جرائم الكراهية هي قوانين لم تنتهك حقوق التعديل الأول لحرية الفكر والتعبير.

### الزيارات الزوجية
في الولايات المتحدة، تسمح أربع ولايات بزيارات زوجية للسجناء: كاليفورنيا وكونيتيكت ونيويورك وواشنطن، وقد أقرت جميع هذه الولايات الأمريكية زواج المثليين في يونيو 2015. في يونيو 2007، أصبحت كاليفورنيا، بعد إقرار قانون للولاية في عام 2005 يفرض على وكالات الدولة توفير نفس الحقوق للشركاء المنزليين كالتي لدى الزوجين المتزوجين، أول ولاية أمريكية تسمح بزيارات زوجية للمثليين. لا تسمح القواعد الجديدة بالزيارات إلا للأزواج المسجلين المسجلين أو الشركاء المنزليين، شريطة أن يكون زواج المثليين أو الشراكة المنزلية قد تم قبل حبس السجين. في نيويورك قبل التصويت على الزيارات الزوجية للمثليين، سمحت هذه الولاية لـ 27 من أصل 60 منشأة بالسماح بزيارات زوجية مثلية، لكن هذا القانون لم يطبق على نطاق الولاية حتى أبريل 2011. في عام 2014، حظرت كل من نيو مكسيكو وميسيسيبي الزيارات الزوجية.

### الخدمة العسكرية
قبل عام 1993، لم يُسمح للأشخاص المثليين والمثليات بالخدمة في الجيش الأمريكي. بموجب سياسة «لا تسأل ، لا تقل» التي تم سنها في تلك السنة، لم يُسمح لهم بذلك إلا إذا لم يكشفوا عن توجهاتهم الجنسية. سمح قانون إلغاء لا تسأل، لا تقل 2010 للرجال والنساء المثليين والمثليات علنا بالخدمة في القوات المسلحة عقب إعلان مسؤولين بأن الجيش كان مستعدا لإلغائه. منذ 20 سبتمبر 2011، أصبح بإمكان المثليين والمثليات ومزدوجي التوجه الجنسي أن يخدموا علنا.
لا تزال هناك حاجة إلى النساء المتحولات جنسيا والأفراد الآخرين الذين يتم تعيينهم ذكورا عند الولادة للتسجيل في الخدمة الانتقائية.
في 13 يوليو 2015، قال وزير الدفاع آشتون كارتر إن اللوائح الحالية التي تمنع الأفراد المتحولين جنسيا من الخدمة قد عفا عليها الزمن، وأعلن عن دراسة لمدة ستة أشهر لتحديد ما إذا كان رفع الحظر سيكون له أي تأثير على فعالية الجيش. في 30 يونيو 2016، أعلن كارتر أن الحظر المفروض على الأفراد المتحولين جنسيا من الخدمة علنا قد تم رفعه. دخلت السياسة حيز التنفيذ في 1 أكتوبر 2016، وكان من المقرر أن يبدأ التدريب على قضايا المتحولين جنسياً بعد شهر.
في 24 تشرين الأول/أكتوبر 2016، أصبح 10 جنود في الجيش الأمريكي أول من يقدم التماسًا علنيًا لتغيير الجنس منذ رفع الحظر المفروض على الخدمة من قبل المتحولين جنسياً.
كان من المقرر في الأصل أن يكمل الجيش تعديله لقبول الأفراد المتحولين جنسياً بشكل مفتوح بحلول يوليو 2017. في ذلك الشهر، أعلن الرئيس ترامب في تغريدة أن المتحولين جنسياً سيمنعون من الخدمة في الجيش. وفي اليوم التالي، قال رئيس هيئة الأركان المشتركة الأمريكية العامة جوزيف دانفورد: «لن تكون هناك تعديلات على السياسة الحالية إلا بعد أن يتلقى وزير الدفاع والوزارة إرشادات الرئيس التنفيذية. وفي في غضون ذلك، سوف نستمر في معاملة جميع موظفينا باحترام». نشر ترامب في وقت لاحق مذكرة في 25 أغسطس 2017، يوجّه فيها تقديم خطة تنفيذ إليه من قبل وزير الدفاع ووزير الأمن الداخلي بحلول فبراير 2018. في نوفمبر 2018، طلبت إدارة ترامب من المحكمة العليا رسميًا إصدار حكم في هذا الشأن، رغم أن المحاكم الأدنى ما زالت تنظر في الطعون. رغم أن المحكمة العليا رفضت هذا الطلب في البداية، في 22 يناير/كانون الثاني 2019، منحت إذنًا مؤقتًا لإدارة ترامب للشروع في الحظر، وفي 12 مارس أصدرت وزارة الدفاع مذكرة تصف دخول الحظر حيز التنفيذ في 12 أبريل 2019. تقدم المذكرة بعض الحماية للأفراد العسكريين الحاليين الذين تم تشخيصهم بالفعل بـ«اضطراب الهوية الجنسية» أو الذين كانوا يخدمون بالفعل في جنسهم المعين ذاتيا قبل إصدار المذكرة. ومع ذلك، يجب أن يخدم الموظفون الجدد حسب جنسهم/جندرهم عند ولادتهم وأنهم غير مؤهلين للخدمة إذا كان لديهم تاريخ حديث من اضطراب الهوية الجنسية أو إذا تلقوا أي وقت مضى هرمونات وجراحة متعلقة بالتحول الجنسي. هناك مشروعان قانونيان في الكونغرس من الحزبين الجمهوري والديمقراطي ضد الحظر.

### التبرع بالدم والأنسجة
في الولايات المتحدة، تتمثل التوجيهات الحالية من إدارة الغذاء والدواء الأمريكية في أنه للتبرع بالدم يجب أن يكون هناك فترة تأجيل لمدة 12 شهرًا من آخر اتصال جنسي بين الرجال الذين يمارسون الجنس مع الرجال خلال الـ 12 شهرًا الماضية. علاوة على ذلك، توصي إدارة الغذاء والدواء مؤسسات الدم أنه في سياق استبيان تاريخ المتبرع، يجب تحديد هوية الذكور أو الإناث ذاتيًا والإبلاغ عنها ذاتيًا بغرض التبرع بالدم.

## الاعتراف بالزواج والتبني للأسر المثلية

### الزواج

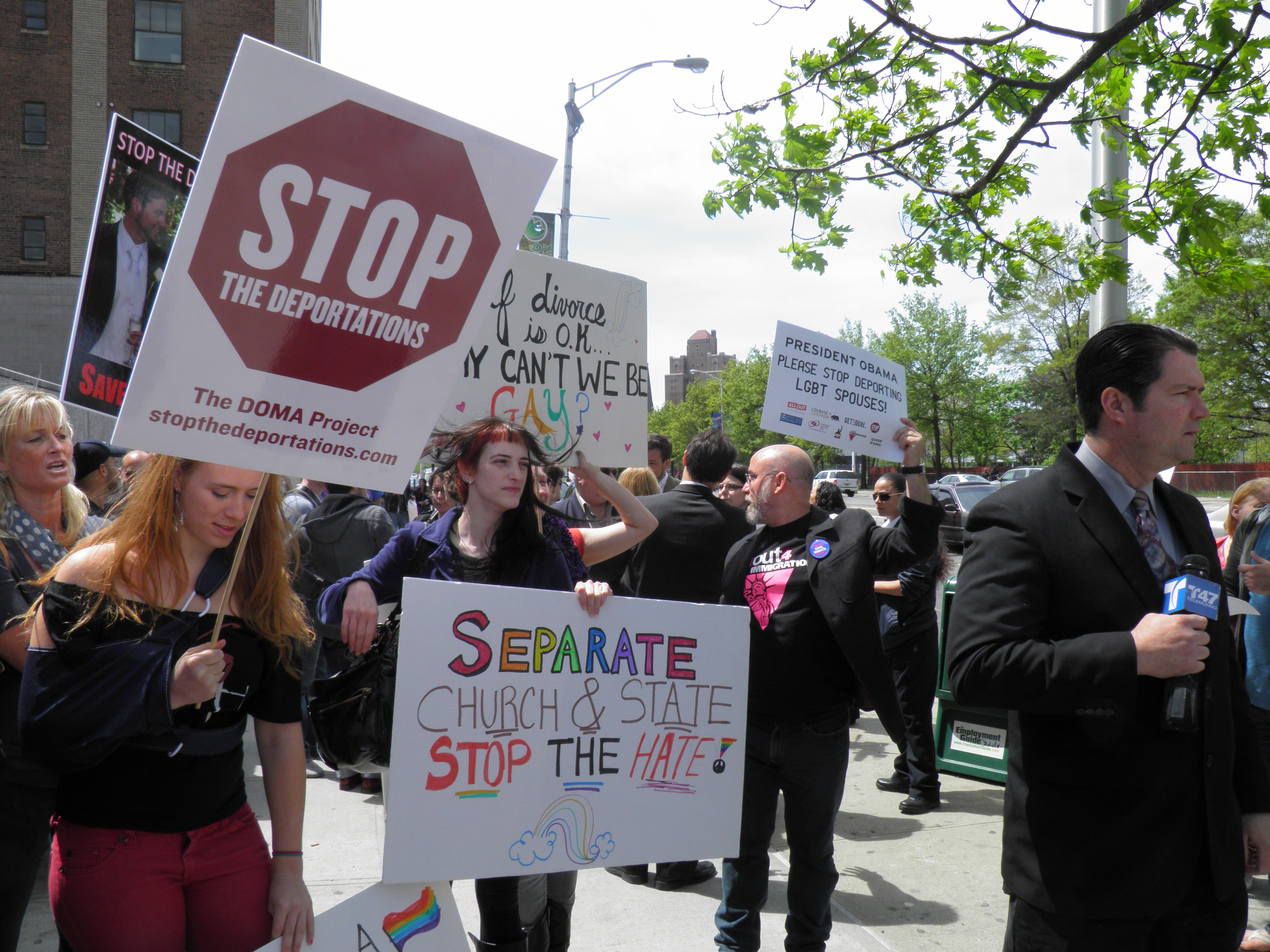
احتجاج في نيوجيرسي في عام 2011 من قبل مساواة ولاية الحديقة لدعم حقوق زواج المثليين وضد ترحيل الأزواج المثليين.

بدأت الحركة للحصول على حقوق الزواج المدني واستحقاقاته لأزواج المثليين في الولايات المتحدة في سبعينيات القرن العشرين، لكنها ظلت غير ناجحة لأكثر من أربعين عامًا. في 17 مايو 2004، أصبحت ماساتشوستس أول ولاية أمريكية وسادس ولاية قضائية في العالم تقنن زواج المثليين إثر قرار المحكمة القضائية العليا في ماساتشوستس قبل ستة أشهر. قبل تشريعه على مستوى البلاد، أصبح زواج المثليين قانونيًا في 36 ولاية؛ 24 ولاية بأمر من المحكمة، و 9 من خلال إجراء تشريعي، و 3 من خلال الاستفتاءات. قامت بعض الولايات بتشريع زواج المثليين من خلال أكثر من واحد من الأفعال الثلاثة.
في 26 يونيو 2015، قضت المحكمة العليا الأمريكية في قضية أوبرغيفل ضد هودجز التي تنص على أنه يتعين على الولايات الترخيص لزواج المثليين والاعتراف به. وبالتالي، أصبح زواج المثليين أمر قانوني في جميع الولايات الخمسين وواشنطن العاصمة وبورتوريكو وغوام وجزر العذراء الأمريكية وجزر ماريانا الشمالية. ناقش المسؤولون في ساموا الأمريكية ما إذا كان الحكم ينطبق على الإقليم أم لا. حاليا، لايتم عقد أو الاعتراف بزواج المثليين هناك. منذ أن مرت قضية أوبرغيفل ضد هودجز، اقترح السيناتور غريغ ألبريتون مشاريع قوانين للدوران حول حكم زواج المثليين، وتوقف 10 من أصل 68 قاض عن إصدار تراخيص الزواج في ولاية ألاباما. أقرت حكومة ولاية ألاباما في 10 أبريل 2019 مشروع قانون لإنهاء جميع تراخيص الزواج. قام السيناتور ألبريتون بمحاكاة مشروع القانون الذي فشل في أوكلاهوما في عام 2015. سيسمح مشروع القانون للناس بالزواج من خلال إلغاء الجزء الاحتفالي ومطالبة الزوجين بتقديم شهادة خطية أو نموذج إلى قاضي التحقيق، الذي يقوم بعد ذلك بتسجيل الزواج بدلاً من إصدار ترخيص زواج يمنح في نظر القضاة الإذن عندما لا يوافقون على العلاقة التي سيمنحون الإذن لها.

### التشريعيات

#### التاريخ التشريعي لزواج المثليين
أقرت 14 ولاية وواشنطن العاصمة قوانين زواج المثليين في الكونغرس الخاص بها، منها أربعة تم استخدام حق النقض (الفيتو) فيها من قبل حكامها مع تجاوز فيرمونت لفيتو حاكمها. في الإجمال عشر ولايات شرعت زواج المثليين من خلال تشريع دون أمر قضائي.

#### التاريخ التشريعي للاتحادات المدنية والشراكات المنزلية
قبل زواج المثليين على مستوى البلاد، كانت هناك 15 ولاية أمريكية لها اتحادات مدنية أو شراكات منزلية. يحتفظ العديد من تلك الولايات بهذه القوانين كخيار مستمر للشركاء المثليين والشركاء المغايرين في بعض الولايات.

#### تاريخ المبادرات والاستفتاءات
كان لدى 33 ولاية مبادرات للتصويت على زواج المثليين، وأصدرت جميعها باستثناء واحدة حظرا على زواج المثليين و/أو قوانين الاتحاد المدني. في انتخابات نوفمبر 2012، كان لدى كل من مين، ماريلاند، وواشنطن استفتاءات للتصويت على زواج المثليين. في هذه الانتخابات نفسها، كان لمينيسوتا مبادرة لإضافة حظر دستوري على زواج المثليين. بعد نتائج هذه الانتخابات، أصبحت ميريلاند، ومين، وواشنطن أول ولايات تسمح بزواج المثليين من خلال التصويت الشعبي. بينما رفض الناخبون في مينيسوتا الحظر المقترح عليه.
كان لدى عدة دول أخرى مبادرات لحظر الأفراد من مجتمع المثليين من وظائف معينة أو السماح ببعض قوانين مناهضة التمييز.

### القيود

#### قانون الدفاع عن الزواج
دفعت أحداث المحكمة العليا في هاواي الكونغرس الأمريكي إلى سن قانون الدفاع عن الزواج في عام 1996، والذي يحظر على الحكومة الفيدرالية الاعتراف بزواج المثليين وأراح الولايات من شرط الاعتراف بالاتحادات المثلية في الولايات القضائية الأخرى.
في 26 يونيو 2013، تم الحكم بعدم دستورية القسم 3 من قانون الدفاع عن الزواج من قبل المحكمة العليا الأمريكية في قضية الولايات المتحدة ضد وندسور.

#### التعديلات الدستورية السابقة للولايات
كان هناك رد فعل عنيف بعد أن أجازت ولاية ماساتشوستس زواج المثليين خلال الدورة الانتخابية لعام 2004 حيث عدلت 14 ولاية دستورها لحظر الاعتراف بزواج المثليين وكما حظرت العديد منها الاتحادات المدنية كذلك.
في كل الولايات ال28 التي مررت تعديلات دستورية تنص على حظر زواج المثليين، تم تشريعه فيما بعد من خلال العمل القضائي أو التشريعي: ألاباما، ألاسكا، أريزونا، كاليفورنيا، كولورادو، فلوريدا، جورجيا، ايداهو، كنساس، كنتاكي، لويزيانا، ميشيغان، مسيسيبي، ميزوري، مونتانا، نبراسكا، نيفادا، كارولينا الشمالية، داكوتا الشمالية، أوهايو، أوكلاهوما، أوريغون، كارولينا الجنوبية، داكوتا الجنوبية، تينيسي، تكساس، يوتا، فرجينيا، ويسكونسن.
وافق الناخبون في هاواي على تعديل دستوري أضيق يمكّن الهيئة التشريعية من حظر زواج المثليين، وهو ما فعلوه بالفعل في عام 1993.
في 6 نوفمبر 2012، أصبحت ولاية مينيسوتا أول ولاية تصوت ضد التعديل الدستوري المقترح الذي كان سيحظر زواج المثليين. فشل التعديل بأغلبية 53% إلى 47%.
تم إعلان جميع أشكال الحظر الدستوري للولايات في يونيو 2015 في قضية أوبرغيفل ضد هودجز.

### قوانين الولايات
بعد إقرار قانون الدفاع عن الزواج في عام 1996، سنت العديد من الولايات قوانين، ملقبة بـ«قانون الدفاع عن الزواج المصغرة» (بالإنجليزية: mini-DOMA)، التي تحظر زواج المثليين. ابتداءً من عام 1972 مع ولاية ماريلند، أقرت جميع الولايات باستثناء ولاية نيو مكسيكو قانونًا يحظر زواج المثليين قبل تقنينه على مستوى البلاد في قضية أوبرغفيل ضد هودجز في يونيو 2015.

#### قوانين الولايات الخاصة بالتبني

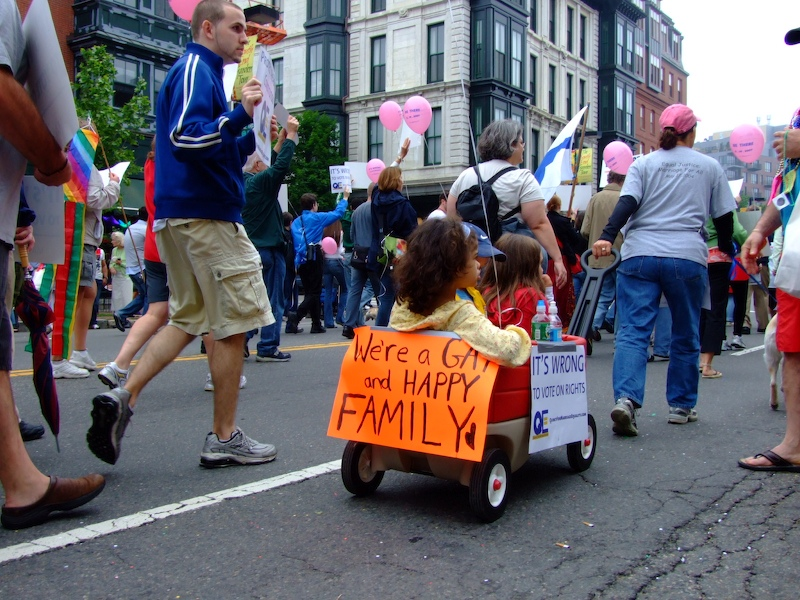
مسيرة فخر المثليين في بوسطن، والتي تقام سنويًا في يونيو

يُسمح للأزواج المثليين بالتبني في الولايات والأقاليم بعد الحكم في قضية أوبرغيفل الذي قنن زواج المثليين. قبل أوبراغيفل، سمحت مختلف الولايات من خلال الإجراءات التشريعية والقضائية بالتبني المشترك للأزواج المثليين.

### الرأي العام
أظهر استطلاع للرأي أجرته مؤسسة غالوب في مايو 2018 أن 67% من الأمريكيين يؤيدون زواج المثليين. وأظهر استطلاع للرأي أجرته واشنطن بوست/إيه بي سي نيوز في مارس 2014 تأييدًا لزواج المثليين بنسبة 59% بين الأمريكيين، وأظهر استطلاع للرأي أجرته نيويورك تايمز/ سي بي إس نيوز في فبراير 2014 أظهر دعمًا بنسبة 56% لزواج المثليين. أشار استطلاع للرأي أجرته مؤسسة غالوب في نوفمبر 2012 إلى دعم 61% من الأمريكيين تبني المثليين للأطفال.

#### الدعم
وكانت المؤيدين الرئيسيين لحقوق المثليين في الولايات المتحدة عموما السياسيون الليبراليون والمدافعون عن الحريات. إقليميا، تم تقديم الدعم الأقوى لحركة حقوق المثليين في الولايات الشمالية والساحل الغربي، وفي ولايات أخرى مع نسب تحضر كبيرة. عقد الحزب الوطني الديمقراطي الدعم الرسمي لمعظم المبادرات منذ عام 2012 لحقوق المثليين. ومع ذلك، هناك بعض الجماعات الجمهورية التي تدافع عن قضايا المثليين داخل الحزب، من بينهم «خشبة الكوخ الجمهوريون» و «غوبراود» و «المحافظون الشباب من أجل حرية الزواج» و «جمهوريو الكلية» جامعة بنسلفانيا وجامعة كولومبيا. أظهر استطلاع للرأي أجري في مارس 2014 أن 40% من الجمهوريين يؤيدون زواج المثليين، وهي نسبة ارتفعت إلى 44% في عام 2018. في عام 2013، أيد 52% من الجمهوريين والمستقلين الذين يميلون إلى الحزب الجمهوري والذين تتراوح أعمارهم بين 18 و 49 عامًا زواج المثليين في استطلاع مشترك أجرته صحيفة واشنطن بوست- إيه بي سي نيوز. أظهر استطلاع لمنتدى بيو لعام 2014 أن المسلمين الأميركيين هم أكثر ميلًا من الإنجيليين إلى تأييد زواج المثليين وذلك بنسب 42% إلى 28%، وهي نسب ارتفعت حسب استطلاع معهد بحوث الدين العام في عام 2018 إلى 51% و 34%. وفقًا لمركز بيو للأبحاث، فإن جيل الألفية والجيل إكس، والإنجيليين البيض الصغار الذين ولدوا بعد عام 1964، أصبحوا أكثر دعماً لزواج المثليين، بنسبة بلغت 47%. أظهر استطلاع أجراه مركز بيو للأبحاث عام 2017 أن 64% من الأمريكيين البيض و 60% من الأمريكيين الهسبان واللاتينيين و 51% من الأمريكيين الأفارقة يؤيدون حق الأزواج المثليين في الزواج.

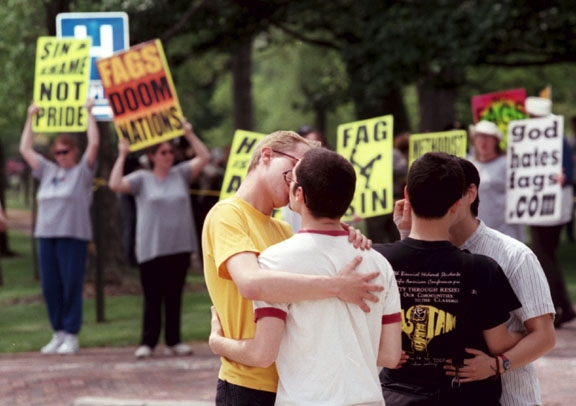
تقبيل الطلاب المثليين أمام متظاهرين من كنيسة ويستبورو المعمدانية في كلية أوبرلين في أوهايو.

#### المعارضة
إن المعارضين الرئيسيين لحقوق المثليين في الولايات المتحدة هم بشكل عام المحافظون السياسيون والدينيون.وفقا لمركز بيو للأبحاث، فإن غالبية البروتستانت الإنجيليين البيض، 59% منهم، يعارضون زواج المثليين. بين عامي 2016 و2017، لم تُظهر وجهات النظر بين طفل مولود في فترة طفرة المواليد والجيل الصامت، كبار الإنجيليين البيض المولودين قبل عام 1964، أي تغيير كبير من 25% حينها إلى 26% الآن. يستشهد المحافظون بمقاطع مختلفة من الكتاب المقدس من العهدين القديم والجديد كمبرر لمعارضة حقوق المثليين. على الصعيد الإقليمي، كانت معارضة حقوق المثليين والمثليين ومزدوجي التوجه الجنسي والمتحولين جنسيا أقوى في الجنوب وفي الولايات الأخرى التي تضم عددًا كبيرًا من سكان الريف والمحافظين.
مع تطور حركة زواج المثليين، عارضت العديد من المنظمات الوطنية و/أو الدولية هذه الحركة. وتشمل تلك المنظمات الجمعية الأمريكية الأسرة، والتحالف المسيحي، مجلس أبحاث الأسرة، التركيز على الأسرة، أنقذوا أطفالنا، الجمعية الوطنية لأبحاث وعلاج المثلية الجنسية، والحزب الجمهوري، والكنيسة الكاثوليك الرومانية، كنيسة يسوع المسيح لقديسي الأيام الأخيرة، المؤتمر المعمداني الجنوبي، التحالف من أجل الزواج، صندوق تحالف الدفاع، مستشار الحرية، والهيئة الوطنية للزواج. تم تسمية عدد من هذه المجموعات على أنها مجموعات كراهية ضد المثليين من قبل مركز قانون الفقر الجنوبي.

## حقوق المتحولين جنسيا في الولايات المتحدة
إذا عرف شخص ما بأنه متحول جنسيًا، فهذا يعني عادة أن جنسه يختلف عن جنسه المحدد عند الولادة. لدى بعض الأشخاص المتحولين جنسياً هويات جنس ثنائية (ذكور أو إناث) وبعض الأشخاص المتحولين جنسياً لديهم هويات غير جنسية بين الجنسين (جندركوير، لاجندري، معمم الجندر، الثقافة الخاصة بالهويات الجندرية الثالثة، وأكثر).
معدلات التمييز مرتفعة للغاية بالنسبة لمجتمع المتحولين جنسياً وخاصة للأشخاص المتحولين جنسياً من الأقليات العرقية. بعض الأمثلة المتكررة على التمييز وأشكال القمع الأخرى التي يواجهها مجتمع المتحولين جنسياً هي جرائم العنف والكراهية، التشرد، الفقر، الاعتداء الجنسي، التمييز في الإسكان، التمييز في العمل، المضايقة، التنمر، معدلات غير متناسبة من الاعتقال والسجن، العنف في السجون والهجرة وسوء المعاملة، إذلال أمن المطارات، فيروس نقص المناعة البشرية/الإيدز، والفوارق الصحية، الحواجز الحكومية/البيروقراطية ضد التحول الجنسي (متطلبات الوثائق والجراحة)، الحواجز الاقتصادية والاجتماعية ضد التحول (ارتفاع تكاليف الرعاية الطبية والحرمان المتكرر من الرعاية) على سبيل المثال لا الحصر. يلجأ بعض (ولكن ليس جميعهم)، الذين يتعرضون للاستبعاد من القوى العاملة، إلى جرائم البقاء على قيد الحياة، مثل العمل الجنسي، من أجل الحصول على دخل كنتيجة مباشرة للقمع الاقتصادي والتمييز. مع إقرار قانون مكافحة الاتجار بالجنس عبر الإنترنت وقانون وقف تمكين المتاجرين بالجنس، هؤلاء الأفراد الذين يلجئون إلى ممارسة الجنس يتعرضون لخطر أكبر لأنهم مجبرون على العودة إلى طرق أكثر خطورة لإيجاد عمل، مثل الشوارع أو القوادين، من المنتديات عبر الإنترنت حيث تمكنوا من فحص العملاء. في كثير من الأحيان، تقوم وسائل الإعلام والسياسيون (ونتيجة لذلك المجتمع) بإثارة هويات المتحولين جنسياً وتعزيز الاضطهاد. وإدراكاً من هذا الاتجاه، في عام 2016، أصدر ائتلاف يضم أكثر من 250 منظمة للاعتداء الجنسي والعنف العائلي خطابًا مشتركًا يشجب اتجاه تصوير الأشخاص المتحولين جنسياً في دورات المياه على أنهم مفترسون جنسيون بأن ذلك غير صحيح وضار. وبالمثل، أصدر تحالف المثليين والمثليات ضد التشهير دليلًا إعلاميًا للصحفيين الذين يتناولون استخدام الحمام فيما يتعلق بمجتمع المتحولين جنسياً.
يدافع الكثير من دعاة المتحولين جنسياً أيضًا عن تحويل مراحيض مفردة شاغلة ومفروضة على أساس الجندر إلى مراحيض مفردة شاغرة ومختلفة عن الجنس من خلال تغيير العلامات بسبب ارتفاع معدلات المضايقة وحتى العنف الذي يواجهه مجتمع المتحولين جنسياً عند الوصول إلى مراحيض منفصلة حسب الجنس حسب تعبير جنسهم. تعد المراحيض التي تراعي نوع الجنس/الجندر مفيدة أيضًا للأمهات المرضعات، والآباء والأمهات الذين لديهم أطفال مختلفون الجنس، والأشخاص ذوو الإعاقة. يؤكد دعاة المتحولين جنسياً مراحيض شاملة جنسيا بالإضافة إلى الوصول إلى مراحيض شاملة جنسيا كمسألة اختيار والسلامة والخصوصية والكرامة.

## حقوق ثنائيي الجنس في الولايات المتحدة
يتمتع الأشخاص ثنائيو الجنس في الولايات المتحدة ببعض الحقوق نفسها التي يتمتع بها الأشخاص الآخرون، ولكن مع وجود ثغرات كبيرة، لا سيما في الحماية من التدخلات الطبية التعسفية والعنف، والحماية من التمييز. يتم إجراء العديد من التدخلات الطبية الجراحية التعسفية عليها اليوم من أجل «إصلاح» هؤلاء الأفراد عند ولادتهم أو عندما يكونون صغارا للغاية. يوضع للبعض منهم حتى هرمونات من أجل ضمان تطور أجسادهم إلى الجنس الذي تم يريده البالغون. في آب/أغسطس 2018، أقر المجلس التشريعي لولاية كاليفورنيا قانونًا يدين هذه الأنواع من التدخلات الطبية. يمنح هذا القانون الأطفال ثنائيي الجنس حقوقًا فردية للمشاركة في القرارات المتخذة بشأن العمليات الجراحية على أجسادهم، وبالتالي يتم تأجيل العمليات الجراحية إلى أن يبلغ عمر المريض ما يكفي من الفهم والمشاركة في عملية صنع القرار. تهدف الإجراءات التي تتخذها منظمات المجتمع المدني لثنائيي الجنس إلى القضاء على الممارسات الضارة، وتعزيز القبول الاجتماعي، والمساواة. في السنوات الأخيرة، قام النشطاء ثنائيو الجنس بتأمين بعض أشكال الاعتراف القانوني.

## أحكام المحكمة العليا الأمريكية
في مارس 1956، قضت محكمة مقاطعة فيدرالية بأن مجلة ONE: The" Homosexual Magazine"، كانت فاحشة بموجب قوانين كومستوك الفيدرالية، وبالتالي لا يمكن إرسالها عبر خدمة البريد بالولايات المتحدة. أيدت محكمة الاستئناف بالدائرة التاسعة هذا الحكم، لكن في عام 1958، أصدرت المحكمة العليا في الولايات المتحدة قرارًا تاريخيًا في شركة وان ضد أولسن، (One, Inc. v. Olesen, 355 U.S. 371)، التي ألغت الأحكام السابقة بموجب سابقة قانونية جديدة التي تم تأسيسها من قبل القضية التاريخية، «روث ضد الولايات المتحدة»، 354 U.S 476 (1957). نتيجة لذلك، يمكن توزيع الصحف والمجلات المنشورة وغيرها من المنشورات بشكل قانوني من خلال خدمة البريد العام. في 22 مايو 1967، أيدت المحكمة العليا الأمريكية قانون الهجرة والجنسية 1952، الذي من بين أمور أخرى حظر المثليين بكونه دستوريا. ظل هذا الحظر ساري المفعول حتى عام 1991.
في عام 1972، تم طرد معلم في تاكوما، واشنطن درس لمدة 12 عاما مع سجل نظيف وكامل بعد أن أن تم الإعلان عن مثليته قسرا من قبل أحد التلاميذ لنائب مدير المدرسة. حكمت المحكمة العليا في واشنطن أن المثلية الجنسية كانت غير أخلاقي وتضعف كفاءته كمدرس. أيدت المحكمة استنتاجها بطرق مختلفة، بما في ذلك تعريف المثلية الجنسية في الموسوعة الكاثوليكية الجديدة، والطبيعة الإجرامية للسلوك المثلي، ووجدت أن الشخص «غير الأخلاقي» لا يمكن الوثوق به في توجيه الطلاب لأن حضوره سيكون مضطربًا بطبيعته. في 3 أكتوبر 1977، رفضت المحكمة العليا الأمريكية الأمر القضائي من محكمة أعلى إلى محكمة أدنى، على الرغم من أن تلقضاة برينان ومارشال قد منحوه. كان هذا أول قرار للتمييز ضد المثليين يتم بثه على شبكة أخبار وطنية. في الواقع، تم بثه في وقت واحد على جميع البرامج الإخبارية المسائية الثلاثة على الشبكة الوطنية، حيث وصل إلى حوالي 60 مليون مشاهد.
في عام 1985، استمعت المحكمة العليا إلى فرقة العمل الوطنية للمثليين ضد مجلس التعليم، والتي تتعلق بتحدي التعديل الأول والرابع عشر ضد القانون الذي سمح للمدارس بإقالة المعلمين بسبب سلوكهم المثلي العام. أكدت المحكمة على المحكمة الابتدائية بتصويت مقسم بالتساوي 4-4 يسمح ببقاء حكم الدائرة العاشرة الذي ألغى القانون جزئياً دون وضع سابقة قانونية.
وفي عام 1985 أيضًا، رفضت المحكمة العليا سماع استئناف لقضية خدمات الطلاب المثليين ضد جامعة تكساس إيه اند إم، مما سمح بحكم استئناف يطلب من الجامعة تقديم اعتراف رسمي بمنظمة طلابية للطلاب المثليين.
في 30 يونيو 1986، قضت المحكمة العليا للولايات المتحدة في قضية باورز ضد هاردويك، بأن هذا السلوك الحميمي المثلي لم يكن محميًا بموجب الحق في الخصوصية المنصوص عليه في التعديل الرابع عشر.
في 20 مايو 1996، حكمت المحكمة العليا للولايات المتحدة في قضية رومر ضد إيفانز ضد أي تعديل لدستور ولاية كولورادو كان من شأنه أن يمنع أي مدينة أو بلدة أو مقاطعة في الولاية من اتخاذ أي إجراء تشريعي أو تنفيذي أو قضائي لحماية المواطنين المثلييين ومزدوجي التوجه الجنسي من التمييز على أساس توجههم الجنسي.
في 4 مارس 1998، قضت المحكمة العليا للولايات المتحدة في أونكال ضد شركة خدمات سانداونر أوفشور بأن القوانين الفيدرالية التي تحظر التحرش الجنسي أثناء العمل تنطبق أيضًا عندما يكون كلا الطرفين من نفس الجنس. ومع ذلك، توصلت المحاكم الأدنى إلى استنتاجات مختلفة حول ما إذا كان هذا الحكم ينطبق على المضايقة بدافع من رهاب المثليين.
في 28 يونيو 2000، قضت المحكمة العليا الأمريكية في قضية الكشافة الأمريكية للأولاد ضد دايل بأن للكشافة الأمريكية للأولاد حق التعديل الأول لاستبعاد الناس من تنظيمها على أساس التوجه الجنسي، بغض النظر عن أي ينطبق قوانين الحقوق المدنية.
في 31 يناير 2017، قضت الكشافة الأمريكية بأن كون الشخص «ذكرًا» قائمً على أساس الهوية الجندرية المذكورة. أيضا، قالت الكشافة الأمريكية للبنات على موقعهم على الإنترنت أنهم سيخدمون الفتيات المتحولات جنسيا «ثقافيا».

### قضية لورنس ضد تكساس والقوانين المتعلقة بالنشاط الجنسي المثلي

قوانين السدومية في الولايات المتحدة بحلول العام عندما تم إلغاؤها أو إسقاطها. تم إلغاء قوانين السدومية المتبقية اعتبارًا من عام 2003 من قبل المحكمة العليا الأمريكية في قضية لورنس ضد تكساس
ألغيت القوانين أو ألغيت قبل عام 1970.
ألغيت القوانين أو ألغيت من 1970 إلى 1979.
ألغيت القوانين أو ألغيت من 1980 إلى 1989.
ألغيت القوانين أو ألغيت من 1990 إلى 1999.
ألغيت القوانين أو ألغيت من 2000 إلى 2002.
القوانين التي ألغتها المحكمة العليا الأمريكية في قضية لورنس ضد تكساس في عام 2003.

في 26 يونيو 2003، قضت المحكمة العليا الأمريكية في قضية لورنس ضد تكساس بأن السلوك الجنسي بالتراضي هو جزء من الحرية التي تحميها الإجراءات القانونية الواجبة بموجب التعديل الرابع عشر. رأي الأغلبية، الذي كتبه القاضي أنطوني كينيدي، نقض صراحة باورز ضد هاردويك. على الرغم من هذا الحكم، لم تلغ بعض الولايات قوانين اللواط الخاصة بها، وقد استخدمت الشرطة المحلية هذه القوانين لمضايقة أو اعتقال الأشخاص المثليين.
قبل صدور حكم المحكمة العليا لعام 2003 في لورنس ضد تكساس، كان النشاط الجنسي المثلي غير قانوني في 14 عشر ولاية أمريكية، بورتوريكو، والجيش الأمريكي.
بحلول ذلك الوقت، كانت 29 ولاية وواشنطن العاصمة و5 أقاليم قد ألغت قوانين اللواط في ولاياتها من خلال إجراء تشريعي. بعد إلغاء «لا تسأل، لا تقل»، ألغى الكونغرس الأمريكي قوانين السدومية في الجيش الأمريكي. 12 عشرة ولاية قضت بها المحكمة العليا للولاية أو محاكم الاستئناف بالولاية بأن قوانين اللواط في ولاياتها غير دستورية. تم إبطال قوانين السدومية في جورجيا، لويزيانا، ميريلاند، ماساتشوستس، مينيسوتا، وفرجينيا، من قبل المحاكم، لكن الهيئات التشريعية لم تلغي تلك القوانين بعد. في 18 أبريل 2013، وقع حاكم ولاية مونتانا مشروع قانون يلغي قانون السدومية في تلك الولاية؛ والتي سبق أن ألغته المحكمة العليا في مونتانا.

### أحكام دعم الزواج للأزواج المثليين
بعد مرور 10 على حكم لورنس ضد تكساس، قضت المحكمة العليا في 26 يونيو 2013 بتصويت 5-4 في قضية الولايات المتحدة ضد وندسور على أن القسم 3 من قانون الدفاع عن الزواج، الذي يحظر على الحكومة الفيدرالية الاعتراف بحالات زواج المثليين المعقودة قانونيا غير دستوري، ووجدت أنه ينتهك التعديل الخامس. ثم بدأت الحكومة الفيدرالية في الاعتراف بزواج المثليين الذي يتم تنفيذه بشكل قانوني، وتوفير الحقوق والامتيازات والفوائد الفيدرالية.
في 26 يونيو 2015، قضت المحكمة العليا الأمريكية في قضية أوبرغيفل ضد هودجز بأنه لا يمكن حظر زواج المثليين من قبل أي ولاية. وبالتالي، فإن زواج المثليين مرخص ومعترف به باعتباره ساري المفعول ويتم تنفيذه في جميع الولايات والمناطق الخاضعة للولاية القضائية لدستور الولايات المتحدة.

## رؤساء الولايات المتحدة الأوائل

### جورج واشنطن

#### قائد العام للقوات المسلحة للجيش القاري
لتدريب الجيش الأمريكي الجديد على أحدث التدريبات والتكتيكات العسكرية، أحضر الجنرال جورج واشنطن فريدريش فيلهلم فون شتويبن (1730-1794)، الذي كان ضابطًا في هيئة الأركان العامة الألمانية. هرب فون شتوبين من ألمانيا حيث هُدد بالقمع بسبب المثلية الجنسية. التحق بجيش واشنطن في فالي فورج في فبراير 1778 برفقة اثنين من المساعدين الشباب. أصبح ستوبين جنرالًا أمريكيًا ومستشارًا كبيرًا لواشنطن. على الرغم من الشائعات حول السلوك الجنسي في حفلاته، لم يتم إجراء تحقيق بشأن شتوبين، وتلقى معاشًا تقاعديًا في الكونغرس بعد الحرب.
يعود أول دليل على التمييز ضد المثليين الذين يخدمون في جيش الولايات المتحدة إلى 11 مارس 1778، عندما قُدم الملازم فريدريك جوثولد إنسلين للمحاكمة أمام محكمة عسكرية. ووفقا لتقرير الجنرال واشنطن: «... الملازم إنسلين من فوج الكولونول مالكولم حوكم بتهمة الشروع في ارتكاب السدومية ...» ووصف وزير واشنطن نتائج المحاكمة: «صاحب الفخامة والقائد العام يوافق على الجملة ومع المقت والاشمئزاز من هذه الجريمة سيئة السمعة يأمر الملازم إنسلين أن يتم تطبيله إلى خارج المعسكر صباح الغد ....»

### جون آدامز
في عام 1801، سن الكونغرس قانون مقاطعة كولومبيا العضوي لعام 1801 التي استمرت جميع القوانين الجنائية في ولاية ماريلاند وفيرجينيا في الولايتين اليوم، مع تلك التي تطبق في ولاية ماريلاند على هذا الجزء من مقاطعة تم التخلي عنها من ولاية ماريلاند، وتلك من ولاية فرجينيا تطبق على هذا الجزء تم التخلي عنها من ولاية فرجينيا. في ذلك الوقت، كان لدى ولاية ماريلاند قانون السدومية المطبق فقط على الرجال الأحرار الذين يعاقبون بـ «الأشغال الشاقة في أي وقت، وفقًا لتقديرهم، لا يتجاوز سبع سنوات لنفس الجريمة، على الطرق العامة للمقاطعة المذكورة، أو في صنع، ترميم أو تنظيف الشوارع أو الأحواض في بلدة بالتيمور؛» لقد فرضت عقوبة الإعدام على العبيد الذين ارتكبوا السدومية. وبالمثل، كان لدى فرجينيا عقوبة تتراوح بين عام واحد وعشر سنوات على الأشخاص الأحرار الذين يرتكبون السدومية، ولكنها فرضت عقوبة الإعدام على العبيد الذين ارتكبوا السدومية. دخل القانون حيز التنفيذ في 27 فبراير 1801.

### توماس جيفرسون

#### حاكم ولاية فرجينيا
في عام 1779، كتب توماس جيفرسون قانونًا في فرجينيا يتضمن أقصى عقوبة وهي الإخصاء للرجال الذين يمارسون السدومية. ومع ذلك، فإن ما قصده جيفرسون من تحرير قوانين السدومية في فرجينيا في ذلك الوقت، تم رفضه من قبل الهيئة التشريعية في فرجينيا، والتي استمرت في تكبيق الموت كعقوبة قصوى على جريمة السدومية في تلك الولاية.

### أندرو جاكسون
في عام 1831، فرض الكونغرس عقوبات في واشنطن العاصمة على عدد من الجرائم، ولكن ليس على السدومية. وقد حددت أن «كل جناية أو جنحة أو جريمة أخرى غير منصوص عليها في هذا الفعل، يجوز ويجب معاقبتها من الآن» في ذلك الوقت، كانت مريلاند وفرجينيا تعاقب على السدومية بالسجن لمدة تتراوح بين 1 و 10 سنوات. دخلت هذه القوانين حيز التنفيذ في 2 مارس 1831.

### وليام هنري هاريسون

#### حاكم إقليم إنديانا
في عام 1807، وقّع وليام هنري هاريسون قانونًا جنائيًا شاملاً تضمن قانون السدومية في إقليم إنديانا الذي قضى على جندر الطرفين، وخفض العقوبة لمدة تتراوح بين سنة وخمس سنوات كحد أقصى، ودفع غرامة تتراوح بين 100 دولار و 500 دولار، ما يصل إلى 500 جلدة على الظهر، وفقدان دائم للحقوق المدنية.

### بنجامين هاريسون
في عام 1892، أصدر الكونغرس قانونًا لواشنطن العاصمة ينص على أنه «من أجل الحفاظ على السلام العام وحماية الممتلكات داخل واشنكن العاصمة». تم وصف القانون في صورة المتشردين بأنهم «جميع البغايا العامات، وجميع هؤلاء الأشخاص الذين يقودون مسارًا شهيرًا أو فاسقًا في الحياة» وكان على جميع الجناة أن يدفعوا مبلغا يصل إلى 200 دولار للسلوك الجيد لمدة ستة أشهر. دخل القانون حيز التنفيذ في 29 يوليو 1892.

## رؤساء أوائل القرن العشرين

### وليام ماكينلي
في عام 1898، قام الكونغرس بحذف كلمة «سيئة السمعة» من الحكم المتعلق بمسار حياة فاتر أو فاسق، مما سمح بمقاضاة الأشخاص دون شرط السمعة. تم رفع ضريبة السلوك الجيد إلى 500 دولار، وأصبح القانون محايدًا جنسيا. دخل القانون حيز التنفيذ في 8 يوليو 1898.
في عام 1901، اعتمد الكونغرس قانونًا جديدًا لواشنطن العاصمة يعترف صراحة بجرائم القانون العام، مع عقوبة تصل إلى خمس سنوات و/أو غرامة قدرها 1000 دولار. دخل القانون حيز التنفيذ في 3 مارس 1901.

### وودرو ويلسون
في 14 ديسمبر 1916، استخدم الرئيس وودرو ويلسون حق النقض ضد «قانون الهجرة 1917»، والذي كان من شأنه أن يستبعد الأفراد من دخول الولايات المتحدة الذين وجدوا «معاقين عقليا» أو الذين لديهم «دونية مختلة عقليا دستوريا». تم استخدام تعريف مشابه لخدمات الصحة العامة للمثليين جنسياً في وقت واحد من قبل دائرة الهجرة والتجنس لتعزيز لغة قانون الهجرة لعام 1917 وحظر جميع المهاجرين المثليين جنسياً الذين كشفوا عن وضعهم كأقلية جنسية. في الخامس من شباط/فبراير 1917، ألغى الكونغرس حق النقض الذي استخدمه الرئيس ويلسون ضد قانون الهجرة 1917 ليصبح قانونًا.
في 1 مارس 1917، تم تطبيق مواد الحرب 1916. وشمل ذلك مراجعة لمواد الحرب 1806، واللوائح الجديدة التي توضح بالتفصيل القوانين التي تحكم الانضباط العسكري والعدالة في الولايات المتحدة. وبموجب فئة الجرائم والجرائم المتنوعة، تنص المادة 93 على أن أي شخص يخضع للقانون العسكري ويرتكب «اعتداء بنية ارتكاب السدومية» يعاقب كما يجوز له توجيه محاكمة عسكرية.
في 4 يونيو 1920، قام الكونغرس بتعديل المادة 93 من مواد الحرب 1916. تم تغييره لجعل السدومية نفسها جريمة، منفصلة عن جريمة الاعتداء بقصد ارتكاب السدومية. دخل التعديل حيز التتفيذ في 4 فبراير 1921.

### فرانكلين روزفلت

#### مساعد وزير البحرية
في عام 1919، طلب مساعد وزير البحرية فرانكلين روزفلت إجراء تحقيق في «الرذيلة والفساد» في الخدمات البحرية بعد عملية لاذعة حاول فيها عملاء سريون إغواء البحارة المشتبه في أنهم مثليون جنسياً في القاعدة البحرية في نيوبورت، رود آيلاند. تم سجن ما لا يقل عن 17 بحارًا ومثولهم أمام المحكمة العسكرية قبل أن يطالب الرفض العام لجنة تابعة لمجلس الشيوخ بقيادة الجمهوريين بإدانة أساليب العملية. ونفى روزفلت أن يكون لديه أي علم بأنه قد تم استخدام المصيدة أو أنه وافق عليها.

#### الرئاسة
في عام 1935، أصدر الكونغرس قانونًا لواشنطن العاصمة جعل من "دعوة أي شخص أو إغرائه أو إقناعه أو مخاطبته أي دعوة أو إغراء أو إقناع أي شخص أو أشخاص ... بمرافقة أي شخص ... أو الذهاب معه أو متابعتهم إلى مقر إقامته أو أي منزل أو مبنى أو مكان أو مكان آخر، لغرض الدعارة أو لأي غرض آخر غير أخلاقي أو بذيء ". فرضت غرامة تصل إلى 100 دولار، وحتى 90 يومًا في السجن، وسُمح للمحاكم "بفرض شروط" على أي شخص مدان بموجب هذا القانون، بما في ذلك "الفحص الطبي والعقلي والتشخيص والعلاج من قبل سلطات الصحة العامة والرفاه"، وبنود وشروط أخرى قد تراها المحكمة هي الأفضل لحماية المجتمع والعقاب وإعادة تأهيل المتهم". دخل القانون حيز التنفيذ في 14 أغسطس 1935.
في عام 1941، سن الكونغرس قانونًا جديدًا لواشنطن العاصمة ضد طلب الجنس بمقابل مالي وصف ال«متشرد» أي شخص «يشارك أو يرتكب أعمال الزنا أو التحريف للتأجير». دخل القانون حيز التنفيذ في 17 ديسمبر 1941.

### هاري ترومان
في عام 1948، سن الكونغرس قانون السدومية الأول في واشنطن العاصمة، الذي فرض عقوبة تصل إلى 10 سنوات في السجن أو غرامة تصل إلى 1000 دولار عن السدومية. كما تم تضمين قانون السدومية مع قانون الجاني المختل عقليا وقانون «ينص على علاج المرضى النفسيين جنسيا في واشنطن العاصمة، ولأغراض أخرى.» دخل القانون حيز التنفيذ في 9 يونيو 1948.
في الخامس من مايو عام 1950، أقر الكونغرس قانون موحد للعدالة العسكرية وتم توقيعه ليصبح قانونًا من قبل الرئيس هاري ترومان، ودخل حيز التنفيذ في 31 مايو 1951. أي شخص يخضع لهذا الفصل يشارك في علاقة جسدية غير طبيعية مع شخص آخر من نفس الجنس أو من الجنس الآخر أو مع حيوان مذنب بالسدومية. الاختراق، مهما كان طفيفًا، يكفي لإكمال الجريمة."
في 25 يونيو 1952، اعترض الرئيس ترومان على قانون الهجرة والجنسية 1952 لأنه اعتبر مشروع القانون «غير أمريكي» وتمييزيًا. يحظر مشروع القانون «دخول الأجانب المصابين بشخصية عقلية أو صرع أو عيب عقلي» من الدخول إلى الولايات المتحدة. تخطى الكونغرس حق النقض فيما بعد وشرع هذا القانون.

### دوايت ايزنهاور
في 27 أبريل 1953، وقع الرئيس دوايت أيزنهاور الأمر التنفيذي 10450 الذي يحظر على الموظفي الفيدراليين الانتماء لجماعة أو منظمة تعتبر هدامة. يشمل الأمر «الانحراف الجنسي» باعتباره أحد المخاطر الأمنية التي تشكل أساسًا لإنهاء الخدمة أو رفضها. دخل الأمر حيز التنفيذ في 27 مايو 1953.
دون الإشارة صراحة إلى المثلية الجنسية، استجاب الأمر التنفيذي لعدة سنوات من التهم بأن وجود موظفين مثليين في وزارة الخارجية يشكل مخاطر للابتزاز. أوضح المدعي العام هربرت براونيل جونيور أن النظام الجديد صُمم ليشمل كل من الولاء ومخاطر أمنية وتمايزه بين الاثنين: «يمكن أن يكون الموظفون خطرا أمنيا ومع أنه مخلصون أو ليس لديهم أي أفكار خائنة، ولكن قد يكون ذلك عاداتهم الشخصية هي لدرجة أنهم قد يتعرضون للابتزاز من قبل أشخاص يسعون إلى تدمير سلامة بلدنا.»
أدركت الصحافة الطبيعة الثورية للنظام التنفيذي الجديد. واشنطن بوست قالت إنه أنشأ ليس اختبار ولاء ولكن "اختبار ملاءمة". أشار البعض في الحكومة إلى برنامجهم الجديد "أمان النزاهة". من بين أولئك الذين من المتوقع استبعادهم من العمل الفيدرالي "شخص يشرب كثيرا" و "مثرثر غير قابل للإصلاح و" المثليين جنسياً "و" من لديه مشاكل في الأعصاب."
في عام 1953، غير الكونغرس قانون طلب الجنس بمقابل مالي في مقاطعة كولومبيا بحيث تم الإبقاء على عقوبة السجن لمدة تصل إلى 90 يومًا، لكن تم رفع الحد الأقصى للغرامة إلى 250 دولارًا، والإشارة إلى سلطة القضاة على «فرض شروط» على تمت إزالة المدعى عليه. دخل القانون حيز التنفيذ في 29 يونيو 1953.

### ليندون جونسون

#### عضو مجلس الشيوخ من ولاية تكساس
في 2 فبراير 1950، صوت السناتور ليندون جونسون لصالح قانون موحد للعدالة العسكرية.

#### الرئاسة
في 19 أكتوبر 1964، تم اعتقال والتر جنكينز، أحد كبار مساعدي الرئيس جونسون، من قبل شرطة واشنطن العاصمة في مرحاض جمعية الشبان المسيحيين. تم حجزه مع رجل آخر بتهمة السلوك غير المنضبط.
بعد أن أصبح الأمر موضوع الجدل قبل الانتخابات الرئاسية الأمريكية 1964، كتبت مؤسسة الصحة العقلية الأمريكية خطابًا إلى الرئيس جونسون احتجاجًا على «الهستيريا» المحيطة بالقضية:
لا تؤثر الحياة الخاصة والتوجه سواء اكان مواطنا أو موظفا حكوميا، بالضرورة على قدراته وفائدته وشعوره بالمسؤولية في مهنته. حقيقة أن الفرد مثلي الجنس، كما تم الإشارة إليه بقوة في حالة السيد جينكينز، لا تجعله بحد ذاته غير مستقر وأكثر خطورة على الأمن من أي شخص آخر.
بعد إعادة انتخابه خلال فترة ولايته الثانية في 3 أكتوبر 1965، وقّع جونسون قانون الهجرة والجنسية 1965، الذي أضاف «الانحراف الجنسي» كسبب طبي لمنع دخول المهاجرين المحتملين إلى الولايات المتحدة. دخل مشروع القانون حيز التنفيذ في 30 يونيو 1968.

## الرؤساء بعد ستونوول

### ريتشارد نيكسون

#### الرئاسة
في أغسطس 1970، قال ريتشارد نيكسون، بخصوص قضية زواج المثليين، «لا يمكنني أن أذهب إلى هذا الحد؛ هذا لعام 2000! الزنوج [والبيض]، حسناً ، لكن هذا بعيد جدًا!»
في 13 مايو 1971، في محادثة مع جون ارليتشمان وهاري روبنز هالدمان، واصل نيكسون مناقشة التصور السلبي للمثلية الجنسية. أكد أنه أدى إلى سقوط اليونان القديمة، في إشارة إلى تعزيز العلاقات الجنسية المثلية في اليونان القديمة. كما ربط المثلية الجنسية بمناطق سان فرانسيسكو المعروفة بوجود عدد كبير من الذكور المثليين، وقال إنه لن يصافح الأشخاص هناك.
في عام 1972، تم إغلاق تحالف نشطاء المثليين في سان فرانسيسكو وتشكيل رابطة الناخبين المثليين، وهي مجموعة قامت بحملة لإعادة انتخاب الرئيس ريتشارد نيكسون. في أكتوبر/تشرين الأول 1972، خاطب ممثل لجنة إعادة انتخاب الرئيس الناخبين المثليين نيابة عن حملة ريتشارد نيكسون في سان فرانسيسكو. تم تنظيم هذا الحدث من قبل رابطة الناخبين المثليين في سان فرانسيسكو.

### جيرالد فورد

#### زعيم الأقلية في مجلس النواب وممثل الدائرة الخامسة لولاية ميشيغان في الكونغرس
في 25 أغسطس 1965، صوت النائب جيرالد فورد لصالح قانون الهجرة والجنسية 1965.

#### رئاسة
في 5 مارس 1976، عندما سئل عن قضية حقوق المثليين، فيما يتعلق بالتوظيف والتشغيل والإسكان، قال جيرالد فورد «أدرك أن هذه مشكلة جديدة وخطيرة للغاية في مجتمعنا. لقد حاولت دائمًا أن أكون شخصا متفهما عندما يتعلق الأمر بالناس الذين يختلفون عني، وهذا لا يعني أنني أتفق مع أو أوافق على ما يتم من قبلهم أو موقفهم في المجتمع، وأعتقد أن هذه مشكلة يجب أن نواجهها، ولا أستطيع أن أعطيك إجابة بات الليلة. سأكون غير صادق إن قلت أن هناك إجابة باتة في ظل هذه الظروف الصعبة للغاية».
في عام 1976، خلال الحملة الرئاسية في تلك السنة، تعرض الرئيس جيرالد فورد «للانتقاد» من قبل الناشطين في آن أربور، ميشيغان بسبب قواعد الهجرة الفيدرالية. أجبرت الاحتجاجات الرئيس فورد على الاعتراف بأنه لم يكن يدرك أن المثلية الجنسية كانت تستخدم كأساس للإقصاء في أحكام الهجرة.

### بعد الرئاسة
عارض جيرالد فورد، رسمياً كرئيس سابق ، مبادرة بريغز عام 1977، والتي سعت إلى حظر المثليين جنسياً من التدريس في المدارس العامة. في أكتوبر 2001، انفصل عن الأعضاء المحافظين في الحزب الجمهوري بقوله إن الأزواج المثليين والمثليات «يجب أن يعاملوا على قدم المساواة. نقطة». أصبح أعلى جمهوري يدعو للمساواة الكاملة للمثليين والمثليات، معربًا عن اعتقاده بأنه يجب أن يكون هناك تعديل فيدرالي يحظر التمييز في العمل ضد المثليين معربًا عن أمله في أن يتواصل الحزب الجمهوري مع الناخبين المثليين والمثليات. وكان أيضًا عضوًا في ائتلاف الوحدة الجمهوري، الذي وصفته صحيفة نيويورك تايمز بأنه «مجموعة من الجمهوريين البارزين، بما في ذلك الرئيس السابق جيرالد فورد، مكرسة لجعل التوجه الجنسي ليست قضية ذات مشكلة في الحزب الجمهوري».

### جيمي كارتر

#### بعد شغله منصب حاكم جورجيا
في فبراير 1976، قال كارتر إنه يعارض التمييز على أساس التوجه الجنسي، لكنه في يونيو 1976 سحب دعمه لخطة حقوق المثليين في برنامج الحزب الديمقراطي.

#### الرئاسة
في عام 1977، بتوجيه من جيمي كارتر، تمت إزالة السياسة التي منعت توظيف المثليين من العمل في السلك الدبلوماسي ودائرة الإيرادات الداخلية وأنهت سياستها التي أجبرت مجموعات تعليم مجتمع المثليين والجماعات الخيرية إلى القول علنا بأن المثلية «مرض واضطراب.» في نفس العام، تمت دعوة 14 ناشطًا من المثليين والمثليات إلى البيت الأبيض في أول زيارة رسمية على الإطلاق. عارض جيمي كارتر علنا مبادرة بريغز. ومع ذلك، في مارس 1980، أصدر كارتر بيانًا رسميًا يشير إلى أنه لن يصدر أمرًا تنفيذيًا يحظر التمييز ضد المثليين في الحكومة الفيدرالية الأمريكية وأنه لن يدعم إدراج سياسة حقوق المثليين في برنامج الحزب الديمقراطي. في سبتمبر 1980، أعلنت وزارة العدل الأمريكية أنه لم يعد يُسمح لمسؤولي الهجرة بالسؤال عما إذا كان الشخص الذي يدخل الولايات المتحدة مثليًا وعدم قبوله حينها. لن يُمنع الفرد من الدخول إلى الولايات المتحدة إلا إذا حدد المسافر نفسه كمثلي لموظف الهجرة.

#### بعد الرئاسة
في عام 2004، أعلن كارتر عن دعمه للاتحادات المدنية وذكر أنه «يعارض جميع أشكال التمييز على أساس التوجه الجنسي ويعتقد أنه يجب أن تكون هناك حماية متساوية بموجب القانون للأشخاص الذين يختلفون في التوجهات الجنسية». في عام 2007، دعا إلى إنهاء الحظر على المثليين في الجيش. في مارس 2012، دعم جيمي كارتر زواج المثليين.

### رونالد ريغان

#### بعد شغله لمنصب حاكم كاليفورنيا
الفرع الأول من ما يمكن أن يصبح «خشبة الكوخ الجمهوريون» الوطنية التي تشكلت في عام 1978 ضد مبادرة بريغز في كاليفورنيا، وهي مبادرة اقتراع من شأنها أن تمنع المثليين من التدريس في المدارس العامة. عمل الفرع بجد ونجح في إقناع الحاكم ريغان بمعارضة هذا الإجراء علانية. صاغ ريغان مقالاً ضد مبادرة بريغز التي كتب فيها: «مهما كان الأمر، فإن المثلية الجنسية ليست مرضًا معديًا مثل الحصبة. الرأي العلمي السائد هو أن الحياة الجنسية للفرد تتحدد في سن مبكرة جدًا وأن معلمي الطفل لا يؤثرون حقا في هذا».

#### الرئاسة
تحدث ريغان في الحملة الانتخابية لعام 1980، عن حركة الحقوق المدنية للمثليين:
لم يصدر أي تشريع للحقوق المدنية للأفراد من مجتمع المثليين خلال فترة حكم ريغان. بالإضافة إلى ذلك، تعرض ريغان لانتقادات من قبل بعض مجموعات المثليين بسبب تجاهله المزعوم (بسبب الفشل في معالجة أو تمويل) وباء الإيدز المتنامي، على الرغم من أنه أودى بحياة الآلاف في الثمانينيات. يدعي الدكتور إفيريت كوب، الجراح العام لريغان من عام 1982 إلى عام 1989، أن محاولاته لمعالجة القضية قد منعتها إدارة ريغان. ووفقًا لكوب، فإن وجهة نظر إدارة ريغان السائدة كانت أن "انتقال مرض الإيدز كان من المفهوم أنه في المقام الأول من السكان المثليين والذين يتعاطون المخدرات عن طريق الحقن الوريدي، وبالتالي فإن الأشخاص الذين يموتون بسبب الإيدز" يحصلون فقط على ما يستحقونه عن حق."
في 18 أغسطس 1984، أصدر الرئيس ريغان بيانًا حول قضية زواج المثليين نصه كما يلي:
أدلى ريغان بهذا التعليق رداً على استبيان من الناشرين المحافظين في «لوحة نتائج الكتاب المقدس الرئاسية»، وهو عبارة عن تجميع من نوع المجلة للبيانات السابقة وسجلات التصويت للمرشحين الوطنيين.
في عام 1981، خلال حفلة عيد ميلاد نانسي ريغان الستين، أمضى تيد غرابر، مصمم الديكور في البيت الأبيض، ليلة في قسم البيت الأبيض الخاص بريغان مع حبيبه الذكر ، أرشي كايس.

### جورج بوش الأب

#### نائب الرئيس
في عام 1988، أقر مرشح الحزب الجمهوري، نائب الرئيس جورج بوش الأب، خطة لحماية الأشخاص المصابين بالإيدز من التمييز.

#### الرئاسة
كرئيس، وقع جورج بوش الأب على تشريع يمدد حقوق المثليين. في 23 أبريل 1990، وقع جورج بوش الأب على قانون إحصائيات جرائم الكراهية، والذي يتطلب من النائب العام جمع البيانات عن الجرائم المرتكبة بسبب عرق الضحية أو دينها أو إعاقتها أو توجهها الجنسي أو إثنيتها. كان هذا أول قانون اتحادي «يعترف بالمثليين والمثليات ومزدوجي التوجه الجنسي ويسميهم». في 26 يوليو 1990، وقع جورج بوش الأب على قانون الأمريكيين ذوي الإعاقة 1990. في 29 نوفمبر 1990، وقع بوش قانون الهجرة 1990 الذي أسقط عبارة «الانحراف الجنسي» من قانون الهجرة والجنسية بحيث لم يعد من الممكن استخدامها كأساس لمنع دخول المهاجرين المثليين إلى الولايات المتحدة.
في مقابلة تلفزيونية، قال بوش إنه إذا اكتشف أن حفيده كان مثليًا، فإنه «سيحب طفله»، لكنه يخبره بأن المثلية الجنسية ليس طبيعية ويثنيه عن العمل من أجل حقوق المثليين. في فبراير 1992، التقى رئيس حملة بوش-كويل مع فرقة العمل الوطنية للمثليين والمثليات. في مايو 1992، قام بتعيين آن-إيميلدا راديس لتكون رئيسًة بالنيابة للوقف الوطني للفنون. خسر بوش لصالح بات بوكانان في الانتخابات التمهيدية الجمهورية للرئاسة 1992 التي كانت أساسية لمنافسه اليميني المتطرف، بات بوكانان، تحولت حينها الحملة إلى اليمين، وانتقد الرئيس بوش علنًا زواج المثليين. عقدت خشبة الكوخ الجمهوريون مؤتمرها تكساس. كانت القضية الرئيسية التي نوقشت هي ما إذا كان المنظمة ستؤيد إعادة انتخاب الرئيس جورج بوش الأب. صوتت المجموعة لرفض هذا التأييد لأن بوش لم يشجب الخطاب المعادي للمثليين في المؤتمر الوطني الجمهوري لعام 1992. اعتقد الكثيرون في مجتمع المثليين أن الرئيس بوش لم يفعل ما يكفي بشأن قضية الإيدز. تجادل أورفاشي فايد بأن خطاب بوش المعادي للمثليين «يحفز المثليين الديمقراطيين المحافظين والجمهوريين المثليين المخاصين للحزب الجمهوري، الذين ساعدوا في هزيمة دوكاكيس عام 1988، لإعطاء دعمهم لكلينتون».
في عام 1992، أصدر مجلس واشنطن العاصمة «قانون توسيع المزايا الصحية»، الذي تم توقيعه ليصبح قانونًا من قبل عمدة واشنطن العاصمة. أصبح مشروع القانون، الذي أنشأ شراكات منزلية في واشنطن العاصمة، قانونًا في 11 يونيو، 1992. في كل عام من عام 1992 إلى عام 2000، أضافت القيادة الجمهورية للكونغرس الأمريكي تعديلا لقانون الاعتمادات المالية لواشنطن العاصمة الذي يحظر استخدام الأموال الفيدرالية أو المحلية لتنفيذ قانون توسيع مزايا الرعاية الصحية. في 5 أكتوبر 1992، وقع بوش على مشروع القانون 6056 ليصبح قانونًا، والذي تضمن التعديل الجمهوري لمشروع قانون الاعتمادات المالية.

### بعد الرئاسة
في عام 2013، كان الرئيس السابق جورج بوش الأب شاهدا في حفل زفاف مثلي لكل من بوني كليمنت وهيلين ثورغالسن، اللتان تمتلكان متجراً عاماً في ولاية ماين. في عام 2015، ذكرت صحيفة بوسطن غلوب أن بوش «عرض أداء الحفل ولكن لم يقدر بسبب مانع في الجدولة الزمنية.»

### بيل كلينتون

#### حاكم أركنساس
في عام 1992، أصدر الحاكم بيل كلينتون، كمرشح للرئاسة، بيان دعم عام لإلغاء قانون اللواط في أركنساس. وفي عام 1992 أيضًا، أصدرت حملة حقوق الإنسان، وهي أكبر منظمة لحقوق المثليين في الولايات المتحدة، أول تأييد رئاسي لها في عام 1992 لبيل كلينتون.

#### الرئاسة
تركة بيل كلينتون بشأن حقوق المثليين مثار جدل. ريتشارد سوكاريدس، الناشط الحقوقي في حقوق المثليين، يعزو كلينتون كأول رئيس أمريكي مناصر علنا لحقوق المثليين، ولكن توقيع كلينتون على قانون الدفاع عن الزواج ولا تسأل، لا تقل دفع النقاد مثل أندرو سوليفان إلى القول بأن كلينتون كان مضرا بحركة حقوق المثليين وليس حليفًا لها
، على الرغم من أن الكونغرس أقر قانون الدفاع عن الزواج بأغلبية ضد الفيتو في مجلسي النواب والشيوخ.
في ديسمبر 1993، نفذ كلينتون توجيهات وزارة الدفاع المعروفة باسم "لا تسأل، لا تقل"، والتي سمحت للمثليين من الرجال والنساء بالخدمة في القوات المسلحة شريطة أن يحافظوا على حياتهم الجنسية سرا، ومنعت الجيش من الاستفسار عن التوجه الجنسي للفرد. تم تطوير هذه السياسة كحل وسط بعد اقتراح كلينتون بالسماح للمثليين بالخدمة بشكل علني في الجيش، والتي واجهت معارضة قوية من الجمهوريين والديمقراطيين البارزين في الكونغرس، بمن فيهم السناتور جون ماكين (جمهوري - أريزونا) وسام نون (ديمقراطي - جورجيا). وفقا لديفيد مكسنر دعم كلينتون للتسوية أدى إلى نزاع حاد مع نائب الرئيس آل غور، الذي شعر أن "الرئيس يجب أن يرفع الحظر ... على الرغم من هزيمة الكونغرس [لأمره التنفيذي]". انتقد بعض المدافعين عن حقوق المثليين كلينتون لعدم بذل جهد كاف واتهموه بتقديم وعد حملته للحصول على الأصوات والمساهمات. كان موقفهم أنه كان على كلينتون أن يدمج المثليين في الجيش بأمر تنفيذي، مشيرًا إلى أن الرئيس هاري ترومان استخدم الأمر التنفيذي لإلغاء التمييز العنصري في القوات المسلحة. يجادل المدافعون عن كلينتون بأن الأمر التنفيذي ربما يكون قد دفع مجلس الشيوخ إلى تشريع استثناء المثليين، مما يجعل من الصعب دمج الجيش في المستقبل. في وقت لاحق من فترة رئاسته، في عام 1999، انتقد كلينتون الطريقة التي تم بها تطبيق السياسة، قائلا إنه لا يعتقد أن أي شخص جاد يمكنه أن يقول إنها لم تكن "غير مضرة".
في 21 سبتمبر 1996، وقع كلينتون قانون الدفاع عن الزواج، والذي يعرّف الزواج لأغراض فدرالية بأنه الاتحاد القانوني لرجل واحد وامرأة واحدة، مما يسمح لكل ولاية على حدة برفض الاعتراف بزواج المثليين في الولايات الأخرى. قال بول ياندورا، متحدثًا عن مكتب الاتصال للمثليين والمثليات في البيت الأبيض، إن توقيع كلينتون على قانون الدفاع عن الزواج «كان قرارًا سياسيًا اتخذوه في وقت إعادة انتخابه». في دفاع عن أفعاله، قال كلينتون إن القانون كان محاولة «لتفادي محاولة لإرسال تعديل دستوري يحظر زواج المثليين للولايات»، وهو احتمال وصفه بأنه مرجح للغاية في سياق «كونغرس رجعي للغاية».
قال أحد المتحدثين باسم الإدارة ريتشارد سوكاريدس، «... البدائل التي عرفناها كانت ستكون أسوأ بكثير، وقد حان الوقت للمضي قدماً وإعادة انتخاب الرئيس». كان آخرون أكثر نقدا. ووصف ناشط حقوق المثليين وناشط زواج المثليين إيفان ولفسون هذه الادعاءات بأنها «مراجعة تاريخية». في مقال افتتاحي في 2 يوليو 2011، افتتحت صحيفة نيويورك تايمز، «صدر قانون الدفاع عن الزواج في عام 1996 كقضية إسفين في عام الانتخابات، وقّع عليها الرئيس بيل كلينتون في واحدة من أسوأ لحظات سياسته.»
على الرغم من قانون الدفاع عن الزواج، فإن كلينتون، الذي كان أول رئيس يختار أشخاصًا من مجتمع المثليين بشكل علني لشغل مناصب الإدارة، يُنسب إليه عمومًا كونه أول رئيس مناصر علنا لحقوق المثليين. وخلال رئاسة كلينتون أصدر أوامر تنفيذية مهمة مثيرة للجدل نيابة عن حقوق المثليين، أولها كان الأمر التنفيذي 12968 في عام 1995، في أن رفع الحظر على التصاريح الأمنية للموظفين المثليين الفدراليين، والثاني كان الأمر التنفيذي 13087 في عام 1998 الذي حظر التمييز على أساس التوجه الجنسي في القوى العاملة المدنية الفيدرالية. تحت قيادة الرئيس كلينتون، زاد التمويل الفيدرالي لأبحاث فيروس نقص المناعة البشرية/الإيدز والوقاية والعلاج بأكثر من مرتين. ودفع كلينتون أيضا لأجل تمرير قوانين جرائم الكراهية لحماية المثليين جنسيا ولأجل قانون عدم التمييز في التوظيف للقطاع الخاص، والذي مدعوما بالضغط منه، فشل في المرور في مجلس الشيوخ بأغلبية صوت واحد في عام 1996. مساندته لهذه القضايا، مع الطبيعة غير الشعبية سياسيا لحركة حقوق المثليين في ذلك الوقت، أدت إلى دعم متحمس لإعادة انتخاب كلينتون في عام 1996 من قبل حملة حقوق الإنسان.
كان كلينتون أول رئيس يختار أشخاصًا من مجتمع المثليين بشكل علني لمناصب الإدارة، حيث قام بتعيين أكثر من 150 من الأشخاص من مجتمع المثليين. تلقى أول سفير للولايات المتحدة مثلي الجنس علنا، جيمس هورميل، إعادة تعيين من قبل الرئيس بعد فشل مجلس الشيوخ في تأكيد ترشيحه.
في 2 يونيو 2000، أعلن كلينتون شهر يونيو ليكون شهر فخر المثليين، مما يجعله أول رئيس للقيام بذلك.

#### بعد الرئاسة
في عام 2008، عارض كلينتون علناً الموافقة على الاقتراح 8 في كاليفورنيا وحث سكان كاليفورنيا على التصويت ضده. في يوليو 2009، أعلن كلينتون عن دعمه لزواج المثليين. في 7 مارس 2013، دعا كلينتون إلى إلغاء قانون الدفاع عن الزواج من قبل المحكمة العليا الأمريكية.
في 4 أغسطس 2000، حصل بوش على تأييد خشبة الكوخ الجمهوريون، أكبر مجموعة للمثليين في الحزب الجمهوري، لمنصب الرئيس. كما حصل على موافقة من تحالف الوحدة الجمهوري المشكل حديثا حينها. في نقاش رئاسي عام 2000 مع آل غور، صرح بوش بأنه يؤيد قانون الدفاع عن الزواج وسياسة «لا تسأل، لا تقل». ومع ذلك، ذكر أنه عارض قوانين تجريم السدومية، وهو عكس موقفه كحاكم لتكساس.

#### الرئاسة
كان جورج دبليو بوش محايدًا في الغالب تجاه حقوق المثليين كرئيس. في السنوات الثماني التي قضاها في منصبه، كانت وجهات نظر بوش بشأن حقوق المثليين صعبة التحديد في كثير من الأحيان، ولكن يشعر العديد من الخبراء أن البيت الأبيض في فترة حكم بوش أراد تجنب الدعاية السيئة دون تنفير الناخبين المسيحيين الإنجيليين المحافظين. وبالتالي، لم يلغِ الأمر التنفيذي للرئيس كلينتون الذي يحظر التمييز على أساس التوجه الجنسي في الحكومة المدنية الفيدرالية، لكن منتقدي بوش شعروا كما لو أنه فشل في تنفيذ الأمر التنفيذي. احتفظ بمكتب السياسة الوطنية لمكافحة الإيدز الذي أنشأه كلينتون، وكان أول رئيس جمهوري يعين شخصل مثلي الجنس علنا للعمل في إدارته، سكوت إيفرتز مديرا لمكتب السياسة الوطنية لمكافحة الإيدز. أصبح بوش أيضًا الرئيس الثاني، بعد الرئيس كلينتون، يقوم بتعيين الأشخاص المثليين بشكل علني في إدارته. أصبح مرشح بوش سفيرا لرومانيا، مايكل غاست، ثاني سفير أمريكي مثلي الجنس علنا وأول من يؤكده مجلس الشيوخ. لم يلغ أي من المزايا الزوجية التي قدمها كلينتون للموظفين المثليين الفيدراليين. لم يحاول إلغاء سياسة لا تسأل، لا تقل، ولم يبذل جهداً لتغييرها.
في أبريل 2002، عقد مسؤولو البيت الأبيض لقاء غير معلن في شهر أبريل لخشبة الكوخ الجمهوريين. في 27 يونيو 2002، وقع الرئيس بوش مشروع قانون يسمح بدفع تعويضات الوفاة للشركاء المنزليين لرجال الإطفاء وضباط الشرطة الذين يموتون أثناء تأديتهم لواجبهم، ويمدد بشكل دائم استحقاق الموت الفيدرالي للشركاء المثليين لأول مرة.
في عام 2003، قضت المحكمة العليا الأمريكية في قضية لورنس ضد تكساس بأن قوانين السدومية ضد البالغين المتوافقين غير دستورية. رفض السكرتير الصحفي للرئيس بوش آري فلايشر التعليق على القرار، مشيرًا فقط إلى أن الإدارة لم تقدم موجزًا في القضية. في عام 2004، قال بوش «إن ما يفعلونه في خصوصية منزلهم، يجب أن يقدر البالغون المتراضون عليه».
في السابق، قال بوش إنه يدعم حقوق الولايات عندما يتعلق الأمر بالزواج، ولكن بعد قرار المحكمة العليا في ولاية ماساتشوستس في غودريدج ضد وزارة الصحة العامة، أعلن بوش دعمه لتعديل دستوري أمريكي يحظر زواج المثليين يوم 24 فبراير ، 2004. بسبب دعمه لتعديل قانون الزواج الفيدرالي، رفضت خشبة الكوخ الجمهوريين تأييد إعادة انتخاب جورج دبليو بوش في عام 2004 بتصويت 22-22. لم يؤيده فرع مقاطعة بالم بيتش في فلوريدا، مما أدى إلى إلغاء ميثاقهم. في 22 أيلول/سبتمبر 2004، صوتت مجموعة «تجمع أيب لينكولن الجمهوريون السود» (بالإنجليزية: Abe Lincoln Black Republican Caucus)، وهي مجموعة من الشباب الجمهوريين من المثليين السود في المدن، في اجتماع خاص في دالاس، تكساس، لتأييد إعادة انتخاب الرئيس بوش. في مناقشة أجراها في المناظرة الرئاسية في أكتوبر، قال بوش إنه لا يعرف ما إذا كانت المثلية الجنسية اختيارًا أم لا. في أكتوبر 2004، قال بوش إنه يدعم الاتحادات المدنية للأزواج المثليين.
في عام 2007، هدد بوش باستخدام حق النقض ضد قانون منع جرائم الكراهية لإنفاذ القانون 2007، والذي كان من شأنه أن يشمل التوجه الجنسي في جرائم الكراهية، وقانون عدم التمييز في التوظيف 2007.
في ديسمبر 2008، رفضت إدارة بوش دعم إعلان الأمم المتحدة بشأن التوجه الجنسي والهوية الجندرية الذي يدين استخدام العنف والمضايقة والتمييز والإقصاء والوصم والتحامل على أساس التوجه الجنسي والهوية الجندرية.

#### بعد الرئاسة
في المقابلات التي أجراها بعد الرئاسة، رفض بوش اتخاذ موقف بشأن مسألة زواج المثليين.

### باراك أوباما

#### عضو مجلس الشيوخ في ولاية إلينوي
دعم أوباما تشريع زواج المثليين عندما ترشح لأول مرة في مجلس شيوخ ولاية إلينوي في عام 1996. عندما رشح نفسه لإعادة انتخابه لعضوية مجلس شيوخ إلينوي في عام 1998، لم يتخذ قرارًا بشأن تشريع زواج المثليين ودعم شمل التوجه الجنسي لقوانين عدم التمييز في الولاية. خلال فترة وجوده كعضو في مجلس الشيوخ عن الولاية، رعى مشروع قانون يعدل قانون حقوق الإنسان في إلينوي ليشمل حماية للأفراد المثليين والمثليات ومزدوجي التوجه الجنسي والمتحولين جنسيا والذي يحظر التمييز على أساس التوجه الجنسي والهوية الجندرية في مكان العمل، والسكن، وجميع الأماكن الغامة ودعم قانون العنف ضد الجندر في إلينوي.

#### عضو مجلس الشيوخ الأمريكي عن ولاية إلينوي
دعم أوباما الاتحادات المدنية، لكنه عارض زواج المثليين عندما ترشح لعضوية مجلس الشيوخ الأمريكي عام 2004 ولرئيس الولايات المتحدة عام 2008. ودعم الاتحادات المدنية التي من شأنها أن تتمتع بمكانة قانونية مساوية للزواج للشركاء المغايرين، لكنه اعتقد أن القرارات المتعلقة باسم الزواج يجب أن تترك للولايات.
خلال الفترة التي قضاها في مجلس الشيوخ، شارك أوباما في رعاية قانون عدم التمييز في التوظيف، وقانون منع جرائم الكراهية لإنفاذ القانون 2007، والإنصاف الضريبي للشريك المحلي، وقانون المستفيدين من الخطة الصحية، وقانون العلاج المبكر لفيروس نقص المناعة البشرية.
في الكونغرس الأمريكي رقم 109، حصل أوباما على 89% من حملة حقوق الإنسان.
في عام 2006، صوت أوباما ضد التعديل الاتحادي للزواج، والذي كان من شأنه أن يعرف الزواج بين رجل واحد وامرأة واحدة في الدستور الأمريكي.
في عام 2007، قال السناتور أوباما انه يعارض قانون الدفاع عن الزواج وسياسة لا تسأل، لا تقل عندما مرا ودعم إلغائهما. وقال أيضًا إن المثلية الجنسية ليس خيارًا، فهو يدعم حقوق التبني للأزواج المثليين، وسيعمل كرئيس لتمديد 1000 من الحقوق الفيدرالية الممنوحة للأزواج إلى الشركاء في الاتحادات المدنية. كما صوت لصالح تعديل كينيدي لقانون تفويض الدفاع الوطني للسنة المالية 2008 والذي من شأنه أن يوسع نطاق الولاية القضائية الفيدرالية للوصول إلى جرائم الكراهية العنيفة الخطيرة التي ترتكب بسبب التوجه الجنسي للضحية وهويتها الجندرية وقانون توم لانتوس وهنري هايد للثيادة العالمي للولايات المتحدة لمكافحة فيروس نقص المناعة البشرية/الإيدز والسل والمالاريا.
في الانتخابات الرئاسية لعام 2008، أعرب عن معارضته للحظر الدستوري للولاية على زواج المثليين في كاليفورنيا، وفلوريدا في اقتراع نوفمبر، لكنه صرح في مقابلة عام 2008 بأنه يعتقد شخصياً أن الزواج هو «بين رجل وامرأة» وأنه «لا يدعم زواج المثليين» في الكونغرس الأمريكي رقم 110، حصل أوباما على 94% من حملة حقوق الإنسان. في انتخابات عام 2008، تلقى أوباما تأييد منظمات حقوق المثليين التالية: تجمع المثليين السياسي في هيوسن، حملة حقوق الإنسان، ستونوول الديمقراطيون،

#### الرئاسة

##### العهدة الأولى
اتخذ الرئيس باراك أوباما العديد من المواقف المؤيدة للمثليين. في مارس 2009، نقضت إدارته سياسة إدارة بوش ووقعت إعلان الأمم المتحدة الذي يدعو إلى إلغاء تجريم المثلية الجنسية. في يونيو 2009، أصبح أوباما أول رئيس يعلن شهر يونيو ليكون شهر فخر مجتمع المثليين. وكان الرئيس كلينتون قد أعلن شهر يونيو للمثليين والمثليات. فعل أوباما ذلك مرة أخرى في يونيو 2010، يونيو 2011، يونيو 2012، يونيو 2013، يونيو 2014، يونيو 2015، ويونيو 2016.
في 17 يونيو 2009، وقع الرئيس أوباما مذكرة رئاسية تسمح للشركاء المثليين من الموظفين الفيدراليين بالحصول على مزايا معينة. لا تشمل المذكرة التغطية الصحية الكاملة. في 28 أكتوبر، 2009، وقع أوباما قانون ماثيو شيبرد وجيمس بيرد الإبن لمنع جرائم الكراهية، والتي أضافت الجنس، التوجه الجنسي، الهوية الجنسية، والعجز لقانون جرائم الكراهية الاتحادي.
في أكتوبر 2009، رشح شارون لوبنسكي ليصبح أول مارشال أمريكية مثلية الجنس تخدم منطقة مينيسوتا.
في 4 يناير 2010، عيّن أماندا سيمبسون المستشارة الفنية الأولى لوزارة التجارة، مما جعلها أول شخص متحول جنسيًا يعينه رئيس الولايات المتحدة في منصب حكومي. كما قام بتعيين أكبر عدد من المسؤولين المثليين والمثليات أكثر من أي رئيس أمريكي آخر.
في بداية عام 2010، أدرجت إدارة أوباما الهوية الجندرية بين الفئات المحمية من التمييز تحت سلطة لجنة تكافؤ فرص العمل. في 15 أبريل 2010، أصدر أوباما أمرًا تنفيذيًا إلى وزارة الصحة والخدمات الإنسانية يطلب من المنشآت الطبية منح حقوق الزيارة واتخاذ القرارات الطبية للشركاء والأزواج المثليين. في يونيو 2010، وسع قانون الإجازة الطبية العائلية ليشمل الموظفين الذين يأخذون إجازة غير مدفوعة الأجر لرعاية أطفال الشركاء المثليين. في 22 ديسمبر 2010، وقع أوباما قانون إلغاء "لا تسأل، لا تقل" 2010.
في 23 فبراير 2011، أصدر الرئيس أوباما تعليمات إلى وزارة العدل بالتوقف عن الدفاع عن قانون الدفاع عن الزواج في المحكمة.
في مارس 2011، أصدرت الولايات المتحدة إعلانًا غير ملزم لصالح حقوق المثليين وحصلت على دعم أكثر من 80 دولة في الأمم المتحدة. في يونيو 2011، أقرت الأمم المتحدة حقوق المثليين والمثليات ومزدوجي التوجه الجنسي والمتحولين جنسياً لأول مرة، من خلال تمرير قرار تدعمه الولايات المتحدة، من بين بلدان أخرى.
في 18 أغسطس 2011، أعلنت إدارة أوباما أنها ستعلق إجراءات الترحيل ضد العديد من المهاجرين غير الشرعيين الذين لا يشكلون أي تهديد للأمن القومي أو السلامة العامة، حيث يفسر البيت الأبيض مصطلح «الأسرة» ليشمل الشركاء للأشخاص المثليين والمثليات ومزدوجي التوجه الجنسي.
في 30 سبتمبر 2011، أصدرت وزارة الدفاع مبادئ توجيهية جديدة تسمح للقساوسة العسكريين بالقيام بحفلات الزفاف المثلية، داخل المنشآت العسكرية أو خارجها، في الولايات التي يُسمح فيها بحفلات الزفاف المثلية.
في 5 ديسمبر 2011، أعلنت إدارة أوباما أن الولايات المتحدة سوف تستخدم جميع أدوات الدبلوماسية الأمريكية، بما في ذلك الإغراء القوي بالمساعدات الأجنبية، لتعزيز حقوق المثليين في جميع أنحاء العالم.
في شهري مارس وأبريل 2012، أعرب أوباما عن معارضته للحظر الدستوري على زواج المثليين في ولايات كارولينا الشمالية، ومينيسوتا.
في 3 مايو 2012، وافق المكتب الفيدرالي للسجون على إضافة ممثلا عن مجتمع المثليين إلى برنامج التنوع في كل من السجون الـ 120 التي يديرها في الولايات المتحدة.
في 9 أيار/مايو 2012، دعم أوباما علنًا زواج المثليين، وهو أول رئيس أميركي في المنصب يفعل ذلك. قال أوباما في مقابلة:
في انتخابات عام 2012، حصل أوباما على تأييد من منظمات حقوق المثليين التالية: المساواة في الحقوق واشنطن، ويسكونسن العادلة، تحالف المثليين- والمغايرين، حملة حقوق الإنسان، وستونوول الديمقراطيون. منح الاتحاد الأمريكي للحريات المدنية أوباما نسبة 100% في قضية المثليين والمثليات في الجيش الأمريكي وبنسبة 75% في مسألة حرية زواج المثليين.

#### العهدة الثانية
في 7 كانون الثاني/يناير 2013، وافق البنتاغون على دفع رواتب نهاية الخدمة الكاملة لأعضاء الخدمة الذين تم تسريحهم تحت سياسة «لا تسأل، لا تقل».
كما دعا أوباما إلى تحقيق المساواة الكاملة خلال خطابه الرئاسي الافتتاحي الثاني في 21 يناير 2013: «رحلتنا لم تكتمل حتى يتم التعامل مع إخواننا وأخواتنا من المثليين والمثليات مثل أي شخص آخر بموجب القانون - لأنه إذا تم خلقنا فعليًا على قدم المساواة، فبالتأكيد فإن الحب الذي نلتزم به لبعضنا البعض يجب أن يكون مساويا أيضا». كان أول ذكر لحقوق المثليين أو استخدام كلمة مثلي الجنس في خطاب رئاسي افتتاحي.
في 1 مارس 2013، تحدث أوباما عن قضية هولينغسورث ضد بيري، قضية المحكمة العليا الأمريكية حول الاقتراح 8، فقال «عندما تسأل المحكمة العليا هل تعتقد أن قانون كاليفورنيا، الذي لا ينص على أي مبرر للتمييز ضده؟ -الأزواج النثليين فقط فكرة أنهم، حسناً، هم من الأزواج المثليين - إذا سألتني المحكمة العليا أو عن النائب العام أو المحامي العام،» هل نعتقد أن هذا يلبي المستحضر الدستوري؟«شعرت أنه من المهم بالنسبة لنا أن نجيب على هذا السؤال بأمانة والإجابة هي». اتخذت الإدارة موقفًا مفاده أن المحكمة العليا يجب أن تطبق «تدقيقًا صارمًا» على حظر ولاية كاليفورنيا - وهو معيار يقول بموجبه خبراء قانونيون إنه لا يمكن فرض حظر زواج المثليين من قبل أي ولاية.
في 8 أغسطس 2013، انتقد أوباما قانون الدعاية المثلية الروسي.
في 26 ديسمبر 2013، وقع الرئيس أوباما قانون تفويض الدفاع الوطني للسنة المالية 2014 ليصبح قانونًا، والذي ألغى الحظر المفروض على السدومية بالتراضي في القانون الموحد للعدالة العسكرية.
في 16 فبراير 2014، انتقد أوباما قانون أوغندا المعادي للمثلية الجنسية 2014.
في 28 شباط/فبراير 2014، وافق أوباما على اعتراض حاكمة أريزونا جان بريور لـمشروع القانون 1062.
وأشمل أوباما الرياضيين المثليين والمثليات علنا في الوفد الأولمبي الأمريكي لأولمبياد عام 2014، وهم بريان بويتانو وبيلي جين كينغ (الذي تم استبدالها في وقت لاحق بكايتلين كاهو). وقد تم ذلك في انتقاد القانون المناهض للمثليين في روسيا.
في 21 يوليو 2014، وقع الرئيس أوباما الأمر التنفيذي 13672، مضيفًا «الهوية الجندرية» إلى الفئات المحمية من التمييز في التوظيف في القوى العاملة المدنية الفيدرالية و «التوجه الجنسي» و «الهوية الجدرية» إلى الفئات المحمية من التمييز في التوظيف والعمالة من جانب المقاولين وشبه المقاولين في الحكومة الفيدرالية.
تم انتقاد أوباما لاجتماعه مع الرئيس الأوغندي المناهض للمثليين يويري موسيفيني في مأدبة عشاء مع رؤساء الدول الأفريقية في أغسطس 2014.
في وقت لاحق من آب/أغسطس 2014، ظهر أوباما في شريط فيديو مفاجئ في حفل افتتاح ألعاب المثليين لعام 2014.
في 10 فبراير 2015، نشر كتاب ديفيد أكسلرود «المؤمن: أربعون عاما في السياسة». في الكتاب، كشف أكسلرود أن الرئيس باراك أوباما كذب بشأن معارضته لزواج المثليين لأسباب دينية في انتخابات الرئاسة الأمريكية عام 2008. وقال أوباما لـ «أكسلرود»، «أنا لست جيدًا جدًا في الهراء»، بعد حدث أعلن فيه معارضته لزواج المثليين، وفقًا للكتاب.
في عام 2015، عينت الولايات المتحدة راندي بيري كأول مبعوث خاص لحقوق الإنسان للأشخاص من مجتمع المثليين.
في أبريل 2015، أعلنت إدارة أوباما عن فتحها حمامًا محايدًا جنسيا داخل مجمع البيت الأبيض، الواقع في مبنى المكتب التنفيذي في أيزنهاور بجوار الجناح الغربي. استجاب الرئيس أوباما أيضًا إلى عريضة تسعى إلى حظر علاج التحويل (بعد وفاة ليلا ألكورن) مع تعهده بالدعوة لمثل هذا الحظر.
أيضًا في عام 2015، عندما أعلن الرئيس أوباما شهر أيار/مايو ليكون شهر رعاية الحضانة الوطني، تضمن كلمات لم يسبق لها مثيل في إعلان البيت الأبيض حول التبني، موضحًا جزئيًا «مع وجود الكثير من الأطفال الذين ينتظرون دور المحبة، من المهم ضمان الجميع يتمتع مقدمو الرعاية المؤهلون بفرصة العمل كآباء بالحضانة أو بالتبني، بغض النظر عن العرق أو الدين أو التوجه الجنسي أو الهوية الجندرية أو الحالة الزوجية، ولهذا نعمل على كسر الحواجز الموجودة والاستثمار في الجهود المبذولة لتجنيد المزيد من الآباء والأمهات المؤهلين للأطفال في الحضانة.» لقد كان أول رئيس يقول صراحة إن الهوية الجندرية يجب ألا تمنع أي شخص من تبني أو أن يصبح أحد الوالدين الحاضنين.
في 29 أكتوبر 2015، ناصر الرئيس باراك أوباما الاقتراح 1 في هيوستن، تكساس.
في 10 نوفمبر 2015، أعلن أوباما رسميًا دعمه لقانون المساواة 2015.
في يونيو 2016، التقى الرئيس أوباما ونائب الرئيس جو بايدن بضحايا وعائلات ضحايا الهجوم على نادي ليلي في أورلاندو. وضع أوباما وبايدن 49 باقة من الورود البيضاء لإحياء ذكرى 49 شخصًا قتلوا في المأساة التي أثرت على مجتمع المثليين.
في 24 يونيو 2016، عين الرئيس أوباما نصب ستونوول التذكاري الوطني في قرية غرينتش، مانهاتن السفلى، كأول نصب وطني في الولايات المتحدة لتكريم حركة حقوق المثليين.

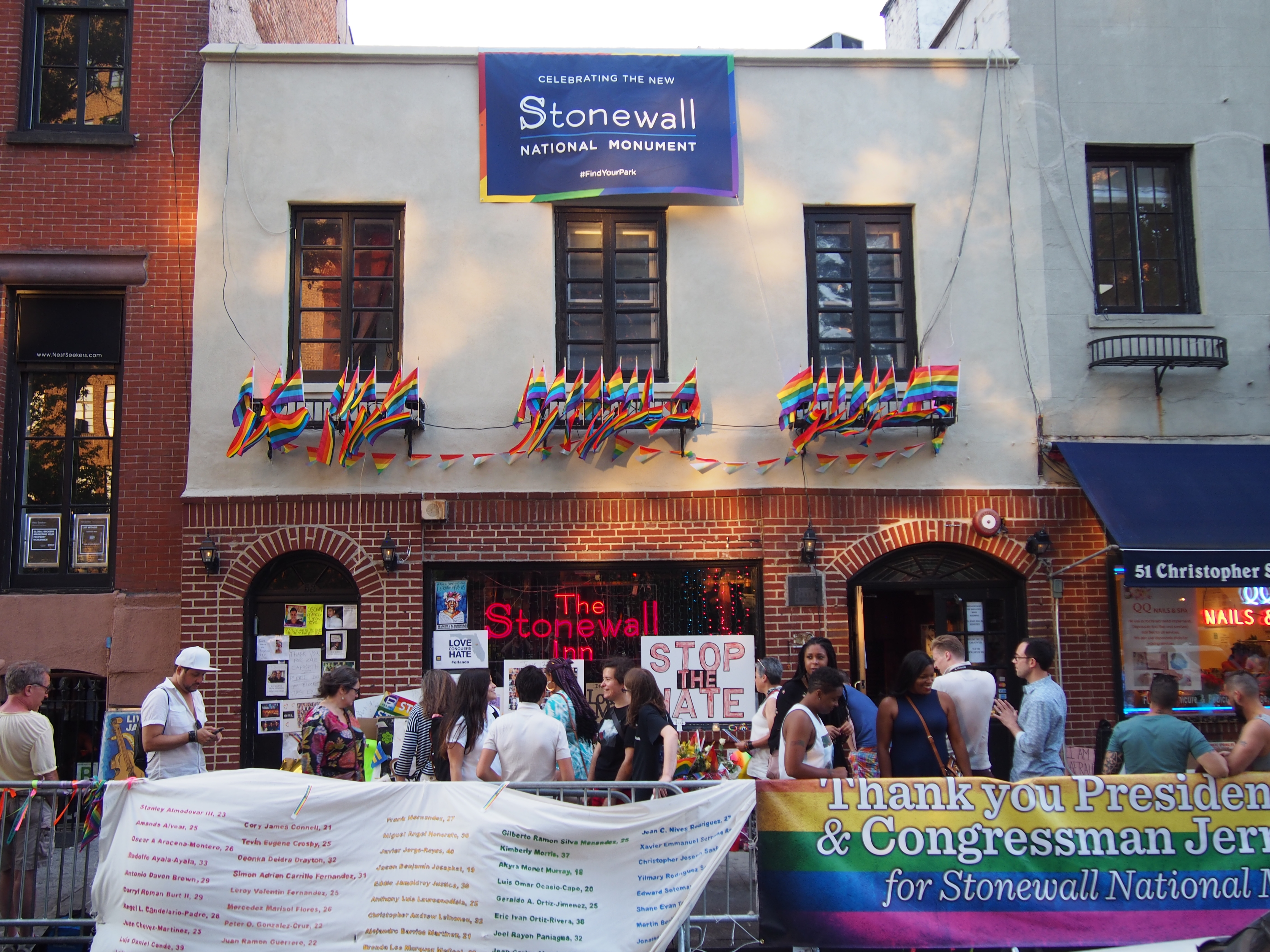
نزل ستونوول في قرية المثليين في قرية غرينتش، مانهاتن، موقع مظاهرات ستونوول في يونيو 1969

في 20 أكتوبر 2016, ناصر أوباما كيت براون لمنصب حاكمة ولاية أوريغون. في 8 نوفمبر، أصبحت براون أول شخص من المثليين والمثليات ومزدوجي التوجه الجنسي والمتحولين جنسبا يتم انتخابهما حاكمًا في الولايات المتحدة. براون هي امرأة مزدوجة التوجه الجنسي كما أعلنت أيضا أنها أحد الناجين من الاعتداء الجنسي والعنف المنزلي. قبل أن يتم انتخاب براون، تولت منصب الحاكم بسبب استقالة الحاكم السابق. خلال ذلك الوقت، وقعت تشريع لحظر علاج التحويل على القصر.

### دونالد ترامب
خلال حملته الرئاسية، لم يؤكد دونالد ترامب على قضايا المثليين. كانت إجاباته على الأسئلة المتعلقة بالموضوع غامضة.
في بداية حملته الانتخابية، استمر ترامب في معارضة زواج المثليين وقال إنه يؤيد «الزواج التقليدي». في يناير 2016، عندما سئل عن حكم المحكمة العليا التاريخي في قضية أوبرغيفل ضد هودجز التي شرعت زواج المثليين في جميع أنحاء البلاد، قال ترامب إنه «سيدرس بشدة» تعيين قضاة المحكمة العليا الذين سوف يقلبون القضية. ومع ذلك، في نوفمبر 2016، بعد أيام قليلة من إجراء الانتخابات الرئاسية، اقترح ترامب أنه لا يعتزم ترشيح القضاة الذين سيلغون الحكم. واعتبر حكم أوبرغيفل بأنه «مستقر»، وقال إنه «يوافق» تشريع زواج المثليين. (على الرغم من أن البعض عبر عن شكوكه من أنه قد غير موقفه بالفعل). في 13 أكتوبر، 2017، أصبح ترامب أول رئيس في المنصب يخاطب قمة الناخبين في القيم، وهو مؤتمر سنوي يرعاه مجلس أبحاث الأسرة.
بعد شهر من إطلاق النار الجماعي على ملهى ليلي للمثليين، أثناء حديثه في المؤتمر الوطني الجمهوري لعام 2016، وعد ترامب بـ «حماية المواطنين من مجتمع المثليين من العنف والاضطهاد من أيديولوجية أجنبية بغيضة»، لكنه لم يصف على وجه التحديد ما سيفعل لدعم سلامة الأشخاص من مجتمع المثليين. لاحظ الكثيرون أن هذا التعليق كان في المقام الأول بمثابة شيطنة للإسلام بدلاً من دعم حقوق المثليين.
قالت جيري آن هنري، المديرة التنفيذية لـخشبة الكوخ الجمهوريون، في مقابلة تلفزيونية في 7 ديسمبر 2018، في حين أنها تعتبر ترامب «داعمًا صريحًا» للأفراد من مجتمع المثليين والمثليات ومزدوجي التوجه الجنسي والمتحولين جنسياً مقارنة بالرؤساء الآخرين والمرشحين للرئاسة الجمهوريين، ومع ذلك «هناك الكثير من الصعود والهبوط في العامين الماضيين لبعض تصرفات الإدارة».

#### الرئاسة
التخفيضات في التمويل لسياسة فيروس نقص المناعة البشرية/ الإيدز لها تأثير واسع النطاق. في عام 2017، قام ترامب بحل مكتب السياسة الوطنية للإيدز (الذي تأسس في عام 1993) والمجلس الاستشاري الرئاسي المعني بفيروس نقص المناعة البشرية/الإيدز (الذي تأسس في عام 1995). لم يتضمن اقتراح الميزانية لعام 2019 أي تمويل لبرنامجين حاليين يتم تشغيلهما في إطار برنامج رايان وايت لفيروس نقص المناعة البشرية/الإيدز.
هاجمت إدارة ترامب حقوق المتحولين جنسياً على عدة جبهات.
- وصول الطلاب للحمامات: في 10 فبراير 2017، أسقطت وزارة العدل دفاعاً عن وصول الطلاب المتحولين جنسياً إلى الحمامات. سمحت إرشادات عهد أوباما للطلاب باستخدام الحمامات المقابلة لهويتهم الجندرية. وقد تم الطعن في هذا الحق من قبل محكمة مقاطعة تكساس، وكانت وزارة العدل قد طلبت من المحكمة في السابق رفع الوقف، لكن وزارة العدل (بموجب المدعي العام الجديد جيف سيشنز) سحبت طلبها.[317] في 22 فبراير 2017، عكس ترامب توجيهات من إدارة أوباما التي سمحت للطلاب المتحولين جنسيا الذين يرتادون المدارس العامة لاستخدام الحمامات التي تتوافق مع هويتهم الجندرية.[318] اعترفت وزيرة التعليم بيتسي ديفوس، التي تم استجوابها أمام لجنة التعليم والعمل في مجلس النواب في 10 أبريل 2019 بشأن التراجع عن السياسة السابقة، بأنها كانت على دراية بآثار ضغوط التمييز على الشباب المتحولين جنسياً؛ وتشمل هذه الآثار الاكتئاب والقلق وانخفاض الحضور والعلامات المدرسية، ومحاولة الانتحار.[319]
- الحظر العسكري': نجح ترامب في فرض قيود على الأفراد المتحولين جنسيا، وهي فكرة أعلنها لأول مرة عبر تويتر. في 26 يوليو، 2017، قام ترامب بتغريدة على تويتر بأن الأفراد المتحولين جنسياً لن يتم قبولهم أو السماح لهم بالخدمة «بأي صفة» في الجيش الأمريكي، مشيراً إلى التكاليف الطبية والتعطيل المتعلق بالأفراد المتحولين جنسيا.[320][321] أدهش هذا الإعلان مسؤولي البنتاغون.[322] هناك حوالي 6,000 من الأفراد المتحولين جنسيا في الخدمة الفعلية، وفقا لدراسة عام 2014.[323] ولم تقدم إدارة ترامب أي دليل على أنها تشكل مشكلة. دعا العديد من القادة العسكريين الرئيسيين إلى مواصلة دعم الجنود المتحولين جنسياً.[324] ومن بين هؤلاء «قادة الجيش والقوات البحرية والقوات الجوية وقائد قوات مشاة البحرية، والقائد القادم لخفر السواحل» بالإضافة إلى قادة متقاعدين مثل نائب الأميرال دونالد آرثر واللواء غايل بولوك، والأميرال آلان شتاينمان (الذي شغل منصب الجراح العام أو ما يعادلها من البحرية والجيش وخفر السواحل على التوالي والذي شارك في تأليف تقرير بالم سنتر في أبريل 2018).[325] في 25 أغسطس 2017، وجه ترامب البنتاغون للتوقف عن قبول أي فرد جديد من المتحولين جنسياً في الجيش والتوقف عن تقديم العلاج الطبي لجراحة إعادة تحديد الجنس، وكان من المتوقع أن يدخل حيز التتفيذ في 23 مارس 2018.[326] في 29 أغسطس 2017، وضع وزير الدفاع جيمس ماتيس تجميدًا لطرد المتحولين جنسياً أعضاء الخدمة الذين هم حاليا في الجيش، في انتظار دراسة من قبل خبراء في وزارتي الدفاع والأمن الداخلي.[327] أرجأت المحاكم الفيدرالية مؤقتًا تنفيذ الحظر الذي اقترحته إدارة ترامب بإصدار أربع أوامر قضائية. في 23 نوفمبر 2018، وهو اليوم التالي لعيد الشكر، طلبت إدارة ترامب رسميًا من المحكمة العليا في الولايات المتحدة إصدار حكم طارئ بشأن ما إذا كان يمكن لموظفي المتحولين جنسياً الاستمرار في الخدمة،[328] وفي 22 يناير 2019، دون سماع الحجج أو شرح قرارها، سمحت المحكمة لإدارة ترامب بالمضي قدماً في الحظر.[329][330] في 12 مارس 2019، أصدرت وزارة الدفاع مذكرة تحتوي على تفاصيل الحظر، والتي تسمح للعاملين الحاليين بالاستمرار في الخدمة إذا كانوا قد أعلنوا بالفعل كمتحولين جنسياً قبل المذكرة، لكنهم استبعدوا أي شخص تم اكتشافه حديثًا ليكون له جسم أو هوية أو تاريخ متحول جنسيًا.
- حقوق السجناء: في مايو 2018، أمرت إدارة ترامب مكتب السجون بإيواء السجناء المتحولين جنسياً وفق «جنسهم البيولوجي». معاملة السجناء كأعضاء في الجنس الذي يحددونه «من شأنه أن يكون مناسبا إلا في حالات نادرة.» هذا يعكس التوجيهات التي تم إنشاؤها من قبل إدارة أوباما في عام 2012، وذلك يتعارض مع قانون القضاء على الاغتصاب داخل السجون من عام 2003.[331] وفي عام 2018، كان مركز مقاطعة سيبولا الإصلاحي في نيو مكسيكو يدير وحدة للنساء المتحولين جنسياً، حيث تم إيواء النساء معًا بغض النظر عن سبب احتجازهن، وكان المبنى بمثابة سجن فيدرالي، وسجن مقاطعة، واحتجاز وكالة إنفاذ قوانين الهجرة والجمارك، وسكن لطالبي اللجوء.[332]
- تعريف الجندر على أنه الجنس: في 21 أكتوبر 2018، كشفت صحيفة نيويورك تايمز عن مذكرة وزارة الصحة والخدمات الإنسانية التي خططت لوضع تعريف للجنس على أساس تحديد الجنس عند الولادة عبر الوكالات الفيدرالية.[333] جادلت المذكرة لصالح تعريف الجنس «على أساس بيولوجي واضح، يقوم على أساس علمي وموضوعي وقابل للإدارة» واستخدام الاختبارات الجينية لتحديد الجنس في حالة حدوث نزاعات.[333] في تلك الليلة، تجمع عدة مئات من الأشخاص في واشنطن سكوير بارك احتجاجًا على السياسة المقترحة.[334] خلال الأيام التالية، تجمع الآلاف من المحتجين في واشنطن العاصمة؛[335] سان دييغو؛[336] بورتلاند، مين؛[337] منيابولس؛[254] لوس أنجلوس؛[338] ميلووكي؛[339] بوسطن؛[340] ومدن أخرى في جميع أنحاء البلاد.

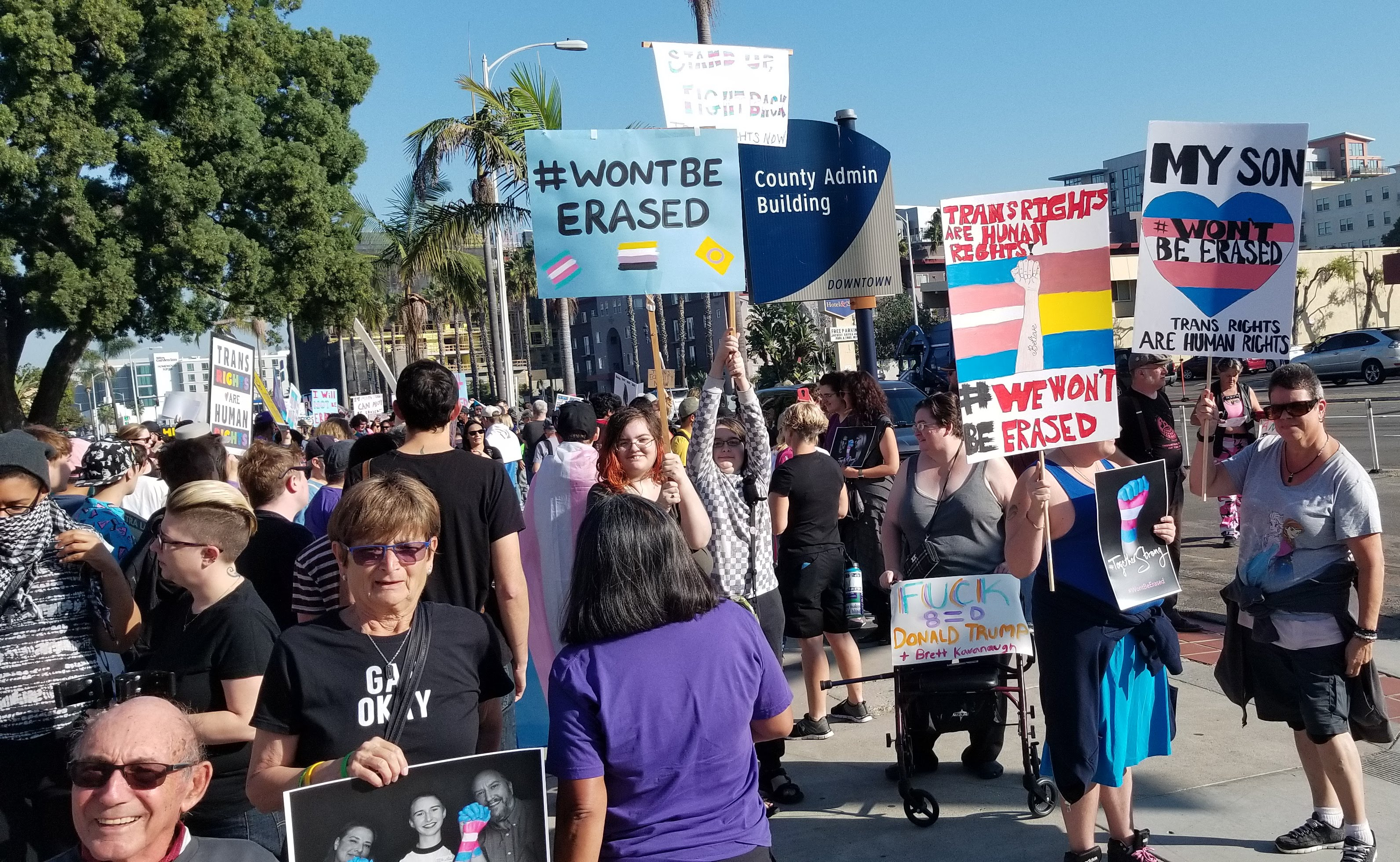
في 27 أكتوبر 2018، سار مئات المحتجين في وسط مدينة سان دييغو للاحتجاج على خطط إدارة ترامب لتعريف الجندر على أنه الجنس الذي يتم تحديده عند الولادة.

في وقت مبكر، حاولت إدارة ترامب منع جهود الحكومة للبدء في حساب الأشخاص من مجتمع المثليين. في مارس 2017، أصدر مكتب الإحصاء الأمريكي أسئلته المقترحة لتعداد 2020 (يتم إجراء التعداد مرة كل عشر سنوات) ومسح المجتمع الأمريكي (يتم إجراؤه سنويًا). لأول مرة على الإطلاق، غطت الأسئلة المقترحة مواضيع حول التوجهات الجنسية والهوية الجندرية. ومع ذلك، تم سحب الأسئلة على الفور. ادعى مكتب الإحصاء أن الموضوع قد تم إدراجه «عن غير قصد» (في الواقع، تم إدراجه لأن ما يقرب من 80 من أعضاء الكونغرس طلبوا ذلك في العام السابق). وأضاف مكتب الإحصاء: «هذا الموضوع لا يُقترح على الكونغرس من أجل تعداد عام 2020 أو مسح المجتمع الأمريكي. لقد تم تصحيح التقرير.» في نهاية المطاف، تمت إضافة أسئلة حول العلاقات المثلية مرة أخرى إلى الإحصاء السكاني، ولكن هذا النهج المحدود لا يوفر طريقة لإسناد الهوية الجنسية المثلية وازدواجية التوجه الجنسية إلى أولئك الذين ليسوا حاليًا في أي علاقة أو الذين هم في علاقة مغايرة، ولا يمكن أن تنسب هوية المتحولين جنسيا إلى أي شخص. في نفس الشهر، أصدرت إدارة ترامب مسودة للمسح الوطني السنوي للمشاركين في قانون الأميركيين المسنين، الذي تديره وزارة الصحة والخدمات الإنسانية. تمت إزالة الأسئلة حول التوجه الجنسي والهوية الجندرية المضافة في عام 2014 من مشروع 2017.
كما عارضت إدارة ترامب الجهود المبذولة لحماية المثليين من التمييز في التوظيف. في 27 مارس 2017، عكس ترامب توجيهات من إدارة أوباما (الأمر التنفيذي 13673، «الأجر العادل وأماكن العمل الآمنة») التي كانت تتطلب من الشركات ذات العقود الفيدرالية الكبيرة لإثبات التزامها بحماية مجتمع المثليين وغيرها من قوانين العمل. في 26 يوليو 2017، تدخلت إدارة ترامب في دعوى التوظيف الخاص، في قضية زاردا ضد شركة ألتيتيد إكسبرس وحثت وزارة العدل، التي اتخذت الجانب المقابل من لجنة تكافؤ فرص العمل، محكمة استئناف فيدرالية على الحكم أن قانون الحقوق المدنية لعام 1964 لا يحظر التمييز في العمل على أساس التوجه الجنسي. (حكمت المحكمة، على الرغم من ذلك ، بأن القانون يحظر ذلك). في 30 نوفمبر 2018، وقّع ترامب اتفاقية التجارة بين الولايات المتحدة والمكسيك وكندا والتي تضمنت حاشية تمنع الولايات المتحدة من الامتثال لدعوة الاتفاقية لإنهاء «التمييز على أساس الجندر».
إحدى الطرق الرئيسية التي تمكّن بها إدارة ترامب من التمييز هي توفير إعفاءات من قانون مكافحة التمييز على أساس «الضمير» أو «الحرية الدينية». في 5 ديسمبر 2017، عندما سئل أحد مراسلي البيت الأبيض عما إذا كان الرئيس ترامب قد وافق على أنه لا بأس بالنسبة لصانعي الكعكات بوضع لافتات في نوافذ متاجرهم قائلة «نحن لا نخبز كعكات لحفلات الزفاف المثلية»، كما جادل محاميه العام أمام المحكمة العليا، وقالت السكرتيرة الصحفية للبيت الأبيض سارة هاكابي ساندرز إن الرئيس يؤمن بالحرية الدينية و «وهذا يشمل ذلك». في 18 يناير 2018، أعلمت إدارة الصحة والخدمات الإنسانية عن إنشاء قسم الحرية الدينية والضمير، ضمن مكتب الحقوق المدنية. الغرض منه هو إنفاذ القوانين الفيدرالية المتعلقة بـ "حرية الضمير والحرية الدينية"؛ أي لتمكين الأفراد والشركات من إعفاء أنفسهم من الامتثال لقوانين عدم التمييز. في 23 كانون الثاني/يناير 2019، قالت وزارة الصحة والخدمات الإنسانية الأمريكية إنه يمكن إعفاء «ميراكل هيل مينستريز»، وهي وكالة رعاية للحضانة في غرينفيل، كارولينا الجنوبية، من لائحة عدم التمييز في عهد أوباما. ستستمر ميراكل هيل في تلقي الأموال الفيدرالية ويُسمح لها برفض الخدمات المقدمة للآباء المحتملين للتبني من غير المسيحيين أو المثليين. يجب أن يتم إحالة المتقدمين المرفوضين إلى وكالة أخرى.
في 3 أكتوبر 2017، صوتت إدارة ترامب ضد قرار الأمم المتحدة لإدانة عقوبة الإعدام (التي أدانت استخدام هذه العقوبة ضد المثلية الجنسية بشكل خاص)، مما جعل الولايات المتحدة واحدة من 13 دولة فقط تقوم بالتصويت ضد القرار (بما في ذلك المملكة العربية السعودية حيث تمارس عقوبة الإعدام لممارسة الجنس المثلي). ومع ذلك، كان هذا وفقًا لسياسة طويلة الأمد، حيث صوتت إدارة أوباما ضدها أيضًا. قالت جيسيكا ستيرن، المديرة التنفيذية لمجموعة حقوق المثليين آوترايت آكشن إنترناشيونال أن «إدارة ترامب تنتهك العديد من انتهاكات الحقوق، وانتهاكاتها العديدة لمجتمع المثليين إلى كراهية الأجانب، ولكن هذه الحالة بالذات ليست مثالًا على تقلص الدعم لحقوق المثليين ... سيكون من الخطأ تفسير ذلك معارضتها لقرار عقوبة الإعدام بتغيير السياسة تجاه المثليين».
في 19 فبراير 2019، اتبعت الإدارة نهجًا أكثر تأييدًا للمثليين ووالمثليات ومزدوجي التوجه الجنسي والمتحولين جنسيا عبر إعلان حملة جديدة للقضاء على تجريم المثلية الجنسية في جميع أنحاء العالم، برئاسة ريتشارد غرينيل، سفير الولايات المتحدة في ألمانيا مثلي الجنس علنا. في ذلك اليوم، استضاف غرينيل في برلين 11 ناشطًا من مختلف الدول الأوروبية؛ ويبدو أنه لم تتم دعوة أي أفراد أو مجموعات أمريكية. في اليوم التالي، سأل أحد المراسلين الرئيس عن المبادرة، وبدا أن الرئيس غير مدرك لها. في النص الرسمي للبيت الأبيض من تلك المقابلة، طلب ترامب من المراسل أن يكرر السؤال، وأجاب في النهاية، «لا أعرف، أه، ما التقرير الذي تتحدث عنه. لدينا العديد من التقارير.» أخبر غرينيل إن بي سي نيوز في 20 فبراير أن النية كانت استخدام المساعدات الاقتصادية الأمريكية كورقة مساومة لإقناع الدول الأخرى بتغيير قوانينها، والشراكة مع الدول الأوروبية في هذا المسعى. وقال «هذه ليست سياسة جديدة؛ إنها دفعة جديدة».

#### مايك بنس
عارض بنس منذ فترة طويلة توسيع حقوق المثليين طوال مسيرته السياسية. في أيار/مايو 2016، قال حاكم إنديانا مايك بنس إن الوصول الطلاب المتحولين جنسياً إلى استخدام المراحيض يجب التعامل معه على مستوى الولاية. قال هذا استجابةً للتوجيه الذي قدمته إدارة أوباما للسماح للطلاب باستخدام الحمام المطابق للجنس الذي يحددونه. بعد شهر، في 15 يونيو 2016، أعلن ترامب أن بنس سيكوم نائبه لمنصب نائب الرئيس. تم انتقاد القرار من قبل نشطاء حقوق المثليين بسبب كونه معروفًا بمعارضته لزواج المثليين ودعمه لـ«قوانين الحرية الدينية» التي تسمح للأفراد والشركات بالمطالبة بإعفاءات دينية من تقديم الخدمات للأفراد من مجتمع المثليين، بما في ذلك قانون وقعه أثناء حكمه. أثناء الحملة، أثناء مناقشة حقوق المثليين مع باحث قانوني، زعم ترامب أن مازح بينس «يريد إعدامهم جميعًا»؛ لم يتم الكشف عن التعليق حتى أكتوبر 2017. وصفت الوزيرة هيلاري كلينتون، التي خاضت الانتخابات ضد ترامب في الانتخابات الرئاسية 2016، بنس بأنه «الاختيار الأكثر تطرفًا في جيل واحد».
بصفته نائب الرئيس، ألقى بنس خطابًا بمناسبة اليوم العالمي للإيدز 2018 دون ذكر الأشخاص من مجتمع المثليين.
في عام 1993، تم الزعم أن بنس كتب خطابا معاديا للمثليين لمؤسسة استعراض السياسات في إنديانا نشر في استعراض السياسات في إنديانا، التي حث أرباب العمل لعدم توظيف أفراد من مجتمع المثليين، بدعوى أنهم «غير شرعيون» يحملون «معدلات عالية للغاية من المرض،» وأنهم «غير قادرين جسديا.» بينما كتب بنس الرسالة المعنية فعليا، فقد نشر العديد من الرسائل لمؤسسة استعراض السياسات في إنديانا والتي يعتقد على نطاق واسع أنها معادية للمثليين.
في عام 2000، ذكر موقع حملة بنس للكونغرس على الإنترنت أنه ينبغي على الكونغرس تمويل قانون رايان وايت فقط بعد أن أكد التدقيق أن «المنظمات التي تحتفل وتشجع أنواع السلوكيات التي تسهل انتشار فيروس نقص المناعة البشرية» ستكون غير مؤهلة للتمويل، وأنه «يجب توجيه الموارد نحو تلك المؤسسات التي تقدم المساعدة لأولئك الذين يسعون لتغيير سلوكهم الجنسي.» تم تفسير التعليق الأخير من قبل البعض على أنه بيان دعم لعلاج التحويل، وهو اتهام لم تتم معالجته إلا بعد انتخاب بنس كنائب للرئيس، عندما وصف المتحدث باسم بنس الاتهام بأنه «سوء فهم». ومع ذلك، تم مناصرة علاج التحويل ضمن منصة الحزب الجمهوري الذي اعتمد في مجلس يوليو 2016.
في خطاب ألقاه عام 2006، قال إن «تدهور الزواج والأسرة» يسبب «انهيارًا اجتماعيًا» وأن «فكرة الرب» هي منع زواج المثليين.
في عام 2007، قام بالتصويت ضد قانون عدم التمييز في التوظيف والذي كان من شأنه حظر التمييز على أساس التوجه الجنسي.
في عام 2010، عارض السماح للجنود بالإعلان عن كونهم مثليين.

## الأحزاب السياسية في الولايات المتحدة

### الحزب الديمقراطي
دعم الحزب الديمقراطي بعض حقوق المثليين في 1990. على الرغم من التوقيع على قانون الدفاع عن الزواج، كان بيل كلينتون أول رئيس يدعم حقوق المثليين بشكل صريح. عين العديد من المسؤولين الحكوميين المثليين علنا خلال إدارته. في البرنامج الوطني لعام 2012، دعم الحزب الديمقراطي إلغاء قانون الدفاع عن الزواج ودعم «المسؤولية والمزايا والحماية المتساوية للأزواج المثليين»، منذ أن أعلن الرئيس باراك أوباما عن دعمه بزواج المثليين في عام 2012، يدعم الحزب الديمقراطي صراحة زواج المثليين.
في البرنامج الوطني للحزب الديمقراطي 2016، تبنى الحزب الديمقراطي أجندته الأكثر تقدمًا بشأن دعم حقوق المثليين. ووفقًا لتلك الأجندة، «يعتقد الديمقراطيون أن حقوق المثليين هي حقوق إنسان وأن السياسة الخارجية الأمريكية يجب أن تعزز قدرة جميع الأشخاص على العيش بكرامة وأمان واحترام، بغض النظر عن من هم أو عن من يحبون.»
في البرنامج الوطني للحزب الديمقراطي 2016، تبنى الحزب الديمقراطي أجندته الأكثر تقدمًا بشأن دعم حقوق المثليين، والتي تشمل
دعم:
- قرار المحكمة العليا للمساواة في الزواج
- سياسات عدم التمييز الفدرالية الشاملة للأميركيين من مجتمع المثليين في [الإسكان، والتوظيف، والإقامة العامة، والائتمان، وخدمة هيئة المحلفين، والتعليم، والتمويل الفيدرالي]
- شمل الأشخاص من مجتمع المثليين بموجب قوانين التمييز على أساس الجنس
- مكافحة تشرد الشباب
- السياسات لتحسين المناخ المدرسي للتلاميذ من مجتمع المثليين،
- كبار السن من مجتمع المثليين،
- الوصول إلى الرعاية الصحية للأشخاص المتحولين جنسيا
- إنهاء العنف ضد مجتمع المثليين، بما في ذلك أزمة العنف ضد المتحولين جنسياً،
- الصحة العقلية،
- تأمين علاج عادل للمحاربين القدامى المثليين، بما في ذلك عن طريق مراجعة وتحديث سجلات التسريح للمحاربين القدامى الذين تم تسريحهم بسبب توجهاتهم الجنسية.

ويعارض:
- قوانين الولايات المعادية للمثليين، بما في ذلك التشريعات المعادية للمتحولين جنسياً،

في القسم الخاص بفيروس نقص المناعة البشرية/الإيدز:
يعتقد الديمقراطيون أن وجود جيل خالٍ من الإيدز في متناول أيدينا. ولكن اليوم، يوجد الكثير من الأميركيين المصابين بفيروس نقص المناعة البشرية دون الحصول على رعاية جيدة والعديد من الإصابات الجديدة تحدث كل عام. وهذا هو السبب في أننا سوف ننفذ الاستراتيجية الوطنية لفيروس نقص المناعة البشرية والإيدز؛ زيادة تمويل البحوث للمعاهد الوطنية للصحة؛ الحد من النفقات الصيدلانية للأشخاص المصابين بفيروس نقص المناعة البشرية والإيدز؛ إصلاح قوانين تجريم فيروس نقص المناعة البشرية؛ وتوسيع نطاق الوصول إلى برامج الحد من الضرر وأدوية الوقاية من فيروس نقص المناعة البشرية، لا سيما بالنسبة للسكان الأكثر عرضة لخطر العدوى. في الخارج، سنواصل التزامنا بخطة الرئيس الطارئة للإغاثة من الإيدز ونزيد التمويل العالمي للوقاية من فيروس نقص المناعة البشرية والإيدز وعلاجهما. يحمي الديمقراطيون دائمًا المصابين بفيروس نقص المناعة البشرية والإيدز من الوصم والتمييز."
دسباق بيت بوديجاج للترشيح للرئاسة عام 2020 جعله أول مرشح أميركي ديمقراطي للرئاسة مثلي الجنس علنا.

### الحزب الجمهوري
يعارض الحزب الجمهوري عديدا من حقوق المثليين. ومع ذلك، وفقًا لمسح مركز بيو للأبحاث الذي أجري في أكتوبر من عام 2017، أصبحت هناك أغلبية من 54% من الحزب يؤكدون أن على المجتمع تقبل المثلية الجنسية مقابل 37% ممن يشعرون أنه ينبغي عدم تقبلها. عبر المرشح الجمهوري للرئاسة دونالد ترامب عن دعمه لمجتمع المثليين في المؤتمر الوطني الجمهوري لعام 2016 .
يعارض البرنامج الوطني للحزب الجمهوري لعام 2016:
- أوبرغيفل ضد هودجز
- حظر علاج التحويل على القاصرين
- حقوق المتحولين جنسيا
- شمل الأشخاص من مجتمع المثليين في سياسات مكافحة التمييز.[377][378]

جعل سباق فريد كارغر غير الناجح للترشيح عن الحزب الجمهوري لرئاسيات عام 2012 أول مرشح رئاسي جمهوري مثلي الجنس علنا في أمريكا.

### الحزب الليبرتاري
أيد الحزب الليبرتاري الأمريكي وجهات النظر التحررية في مجال حقوق المثليين من خلال دعم «الحرية الدينية» وتعزيز المساواة في الزواج منذ إنشائه في عام 1971. والحزب الليبرالي ترغب أيضا في رفع الحظر على زواج المثليين، ولكن مع الهدف النهائي لخصخصة الزواج.
في عام 1972، أصبح جون هوسبرز عن الحزب الليبرتاري أول رجل مثلي الجنس يُعلن عن ترشحه لرئاسة الولايات المتحدة، وكذلك أول مرشح رئاسي للحزب الليبرتاري على الإطلاق، وأول مرشح مثلي الجنس بشكل علني.

### حزب الخضر
كان حزب الخضر الأمريكي مؤيدًا للحقوق والحماية الشاملة للمثليين والمثليات ومزدوجي التوجه الجنسي والمتحولين جنسيا منذ برنامج الحزب الأول عام 2000.
التحالف الأقل رسمية لأحزاب الخضر في الولايات التي كانت موجودة في أمريكا من 1983 إلى 2000 أيدت أيضا حقوق المثليين.

### الحزب الدستوري
يعراض الحزب الدستوري بشدة حقوق المثليين، ويدعم القوانين الجنائية ضد المثلية وشهوة الملابس المغايرة.
الحزب محافظ للغاية وله علاقات مع حركة إعادة البناء المسيحية، وهي حركة سياسية يمينية متطرفة داخل الكنائس المسيحية المحافظة.

### الأحزاب السياسية الأخرى
في حين أن العديد من الأحزاب السياسية الاشتراكية والشيوعية الأمريكية فضلت في البداية تجاهل القضية، فإن معظمها يدعم الآن حقوق المثليين. تدمج الجماعات الاشتراكية عمومًا مقاربة أقوى لقضايا الجندر من الأحزاب السائدة. رشح الحزب الاشتراكي الأمريكي رجل مثلي الجنس علنا، ديفيد ماكرينولدز، كأول مرشح رئاسي للحزب مثلي الجنس علنا في عام 1980.

## التدين
وفقًا لتقديرات بيو للأبحاث لعام 2014، فإن قرابة نصف السكان من مجتمع المثليين يرتبط بالمسيحية (48%)، تليها غير المنتسبين للأديان (41%) والأديان غير المسيحية (11%).
| الدين                    | نسبة السكان من مجتمع المثليين المنتمين |
| ------------------------ | -------------------------------------- |
| بروتستانت                | 29%                                    |
| كاثوليك                  | 17%                                    |
| يهود                     | 2%                                     |
| بوذيون                   | 2%                                     |
| مورمون                   | 1%                                     |
| مسيحيون آخرين            | 1%                                     |
| مسلمون                   | 1%                                     |
| هندوس                    | 1%                                     |
| ديانات أخرى غير المسيحية | 5%                                     |
| ملحدون                   | 8%                                     |
| لا أدريون                | 8%                                     |
| لا منتمون آخرون          | 25%                                    |
| العدد الإجمالي           | 100%                                   |

## جدول ملخص لحالة حقوق المثليين في الولايات المتحدة
تم تبسيط هذا للمقارنة الدولية بمقالات حقوق المثليين الأخرى في ويكيبيديا.  يدل على أن الحق موجود، بينما  يدل على أنه لا؛  و  في نفس العمود يعني أن الحق يتغير على أساس كل ولاية على حدة.
| الحق                                                                                | الحماية على المستوى الفيدرالي | الحماية على مستوى الولاية |
| ----------------------------------------------------------------------------------- | ----------------------------- | ------------------------- |
| قانونية النشاط الجنسي المثلي                                                        | [ 384 ]                       | Yes                       |
| المساواة في السن القانوني للنشاط الجنسي                                             | Yes                           | Yes                       |
| قوانين مكافحة التمييز في التوظيف                                                    | ( للموظفين الفيدراليين)       | /                         |
| قوانين مكافحة التمييز في توفير السلع والخدمات                                       | No                            | /                         |
| قوانين مكافحة التمييز في جميع المجالات الأخرى                                       | No                            | /                         |
| قوانين مكافحة التمييز في التأمين الصحي                                              | No                            | No                        |
| قوانين مكافحة التنمر في المدارس والجامعات                                           | No                            | /                         |
| قوانين مكافحة التمييز في المدارس والجامعات                                          | No                            | /                         |
| قوانين مكافحة التمييز في المستشفيات                                                 | No                            | No                        |
| تأجير الأرحام التجاري للأزواج المثليين من الذكور                                    | Yes                           | /                         |
| زواج المثليين                                                                       | [ 387 ]                       | Yes                       |
| الاعتراف القانوني بالعلاقات المثلية                                                 | [ 387 ]                       | Yes                       |
| تبني أحد الشريكين للطفل البيولوجي للشريك الآخر                                      | [ 388 ]                       | Yes                       |
| التبني المشترك من قبل الأزواج المثليين                                              | [ 388 ]                       | Yes                       |
| يسمح للمثليين والمثليات ومزدوجي التوجه الجنسي والمتحولون جنسيا الخدمة علناً في الجيش | [ 389 ]                       | Yes                       |
| الحق في تغيير الجنس القانوني                                                        | Yes                           | /                         |
| الاعتراف القانوني بالتتوع الجندري غير ثنائية ذكر/أنثى                               | No                            | /                         |
| حماية القاصرين ثنائيي الجنس من التدخلات الطبية التعسفية                             | No                            | No                        |
| علاج التحويل محظور على القاصرين                                                     | No                            | /                         |
| السماح للرجال الذين يمارسون الجنس مع الرجال بالتبرع بالدم                           | [ 390 ] [ 391 ]               | No                        |

## جدول ملخص لحالة حقوق المثليين حسب الولاية
| الولاية أو الإقليم | الحمايات من التمييز في التوظيف على أساس التوجه الجنسي | الحمايات من التمييز في التوظيف على أساس الهوية الجندرية |
| ------------------ | ----------------------------------------------------- | ------------------------------------------------------- |
| كاليفورنيا         | توجد حمايات في كل قطاعات التوظيف                      | توجد حمايات في كل قطاعات التوظيف                        |
| تكساس              | لا توجد حمايات على مستوى الولاية                      | لا توجد حمايات على مستوى الولاية                        |
| نيويورك            | توجد حمايات في كل قطاعات التوظيف                      | توجد حمايات في كل قطاعات التوظيف                        |
| فلوريدا            | لا توجد حمايات على مستوى الولاية                      | لا توجد حمايات على مستوى الولاية                        |
| إلينوي             | توجد حمايات في كل قطاعات التوظيف                      | توجد حمايات في كل قطاعات التوظيف                        |
| أوهايو             | توجد حمايات في التوظيف العام فقط                      | توجد حمايات في التوظيف العام فقط                        |
| ميشيغان            | توجد حمايات في كل قطاعات التوظيف                      | توجد حمايات في كل قطاعات التوظيف                        |
| جورجيا             | لا توجد حمايات على مستوى الولاية                      | لا توجد حمايات على مستوى الولاية                        |
| بنسلفانيا          | توجد حمايات في كل قطاعات التوظيف                      | توجد حمايات في كل قطاعات التوظيف                        |
| نيوجيرسي           | توجد حمايات في كل قطاعات التوظيف                      | توجد حمايات في كل قطاعات التوظيف                        |
| كارولينا الشمالية  | توجد حمايات في التوظيف العام فقط                      | توجد حمايات في التوظيف العام فقط                        |
| ماساتشوستس         | توجد حمايات في كل قطاعات التوظيف                      | توجد حمايات في كل قطاعات التوظيف                        |
| واشنطن             | توجد حمايات في كل قطاعات التوظيف                      | توجد حمايات في كل قطاعات التوظيف                        |
| أريزونا            | توجد حمايات في التوظيف العام فقط                      | لا توجد حمايات في كل قطاعات التوظيف                     |
| إنديانا            | توجد حمايات في التوظيف العام فقط                      | توجد حمايات في التوظيف العام فقط                        |
| فيرجينيا           | توجد حمايات في التوظيف العام فقط                      | توجد حمايات في التوظيف العام فقط                        |
| ميزوري             | توجد حمايات في التوظيف العام فقط                      | لا توجد حمايات في كل قطاعات التوظيف                     |
| ماريلاند           | توجد حمايات في كل قطاعات التوظيف                      | توجد حمايات في كل قطاعات التوظيف                        |
| أوريغون            | توجد حمايات في كل قطاعات التوظيف                      | توجد حمايات في كل قطاعات التوظيف                        |
| كنتاكي             | توجد حمايات في التوظيف العام فقط                      | توجد حمايات في التوظيف العام فقط                        |
| تينيسي             | لا توجد حمايات على مستوى الولاية                      | لا توجد حمايات على مستوى الولاية                        |
| كولورادو           | توجد حمايات في كل قطاعات التوظيف                      | توجد حمايات في كل قطاعات التوظيف                        |
| ويسكونسن           | توجد حمايات في كل قطاعات التوظيف                      | توجد حمايات في كل قطاعات التوظيف                        |
| مينيسوتا           | توجد حمايات في كل قطاعات التوظيف                      | توجد حمايات في كل قطاعات التوظيف                        |
| لويزيانا           | لا توجد حمايات على مستوى الولاية                      | لا توجد حمايات على مستوى الولاية                        |
| كارولينا الجنوبية  | لا حمايات على مستوى الولاية                           | لا حمايات على مستوى الولاية                             |
| ألاباما            | لا توجد حمايات على مستوى الولاية                      | لا توجد حمايات على مستوى الولاية                        |
| أوكلاهوما          | لا توجد حمايات على مستوى الولاية                      | لا توجد حمايات على مستوى الولاية                        |
| نيفادا             | توجد حمايات في كل قطاعات التوظيف                      | توجد حمايات في كل قطاعات التوظيف                        |
| كنساس              | لا حمايات على مستوى الولاية                           | (يتم تطبيق الشريعة الاسلامية) الرجم و الجلد             |
| أركنساس            | لا حمايات على مستوى الولاية                           | لا حمايات على مستوى الولاية                             |
| كونيتيكت           | توجد حمايات في كل قطاعات التوظيف                      | توجد حمايات في كل قطاعات التوظيف                        |
| أيوا               | توجد حمايات في كل قطاعات التوظيف                      | توجد حمايات في كل قطاعات التوظيف                        |
| مسيسيبي            | لا توجد حمايات على مستوى الولاية                      | لا توجد حمايات على مستوى الولاية                        |
| يوتا               | توجد حمايات في كل قطاعات التوظيف                      | توجد حمايات في كل قطاعات التوظيف                        |
| هاواي              | توجد حمايات في كل قطاعات التوظيف                      | توجد حمايات في كل قطاعات التوظيف                        |
| مين                | توجد حمايات في كل قطاعات التوظيف                      | توجد حمايات في كل قطاعات التوظيف                        |
| واشنطن العاصمة     | توجد حمايات في كل قطاعات التوظيف                      | توجد حمايات في كل قطاعات التوظيف                        |
| نيومكسيكو          | توجد حمايات في كل قطاعات التوظيف                      | توجد حمايات في كل قطاعات التوظيف                        |
| فرجينيا الغربية    | لا توجد حمايات على مستوى الولاية                      | لا توجد حمايات على مستوى الولاية                        |
| نبراسكا            | لا توجد حمايات على مستوى الولاية                      | لا توجد حمايات على مستوى الولاية                        |
| نيو هامبشير        | توجد حمايات في كل قطاعات التوظيف                      | توجد حمايات في كل قطاعات التوظيف                        |
| رود آيلاند         | توجد حمايات في كل قطاعات التوظيف                      | توجد حمايات في كل قطاعات التوظيف                        |
| أيداهو             | لا توجد حمايات على مستوى الولاية                      | لا توجد حمايات على مستوى الولاية                        |
| داكوتا الجنوبية    | لا توجد حمايات على مستوى الولاية                      | لا توجد حمايات على مستوى الولاية                        |
| ديلاوير            | توجد حمايات في كل قطاعات التوظيف                      | توجد حمايات في كل قطاعات التوظيف                        |
| فيرمونت            | توجد حمايات في كل قطاعات التوظيف                      | توجد حمايات في كل قطاعات التوظيف                        |
| مونتانا            | توجد حمايات في التوظيف العام فقط                      | توجد حمايات في التوظيف العام فقط                        |
| ألاسكا             | توجد حمايات في التوظيف العام فقط                      | لا توجد حمايات على مستوى الولاية                        |
| وايومنغ            | لا توجد حمايات على مستوى الولاية                      | لا توجد حمايات على مستوى الولاية                        |
| داكوتا الشمالية    | لا توجد حمايات على مستوى الولاية                      | لا توجد حمايات على مستوى الولاية                        |
| العدد الإجمالي     |                                                       |                                                         |